# Florida
Florida az Amerikai Egyesült Államok (USA) egyik délkeleti állama. Fővárosa Tallahassee, legnagyobb városa Jacksonville, a legnagyobb várostömörülés Miami. Florida kultúrájában igen jelentősek a latin-amerikai (főleg a kubai emigránsok miatt) és az afroamerikai elemek.

## Földrajz

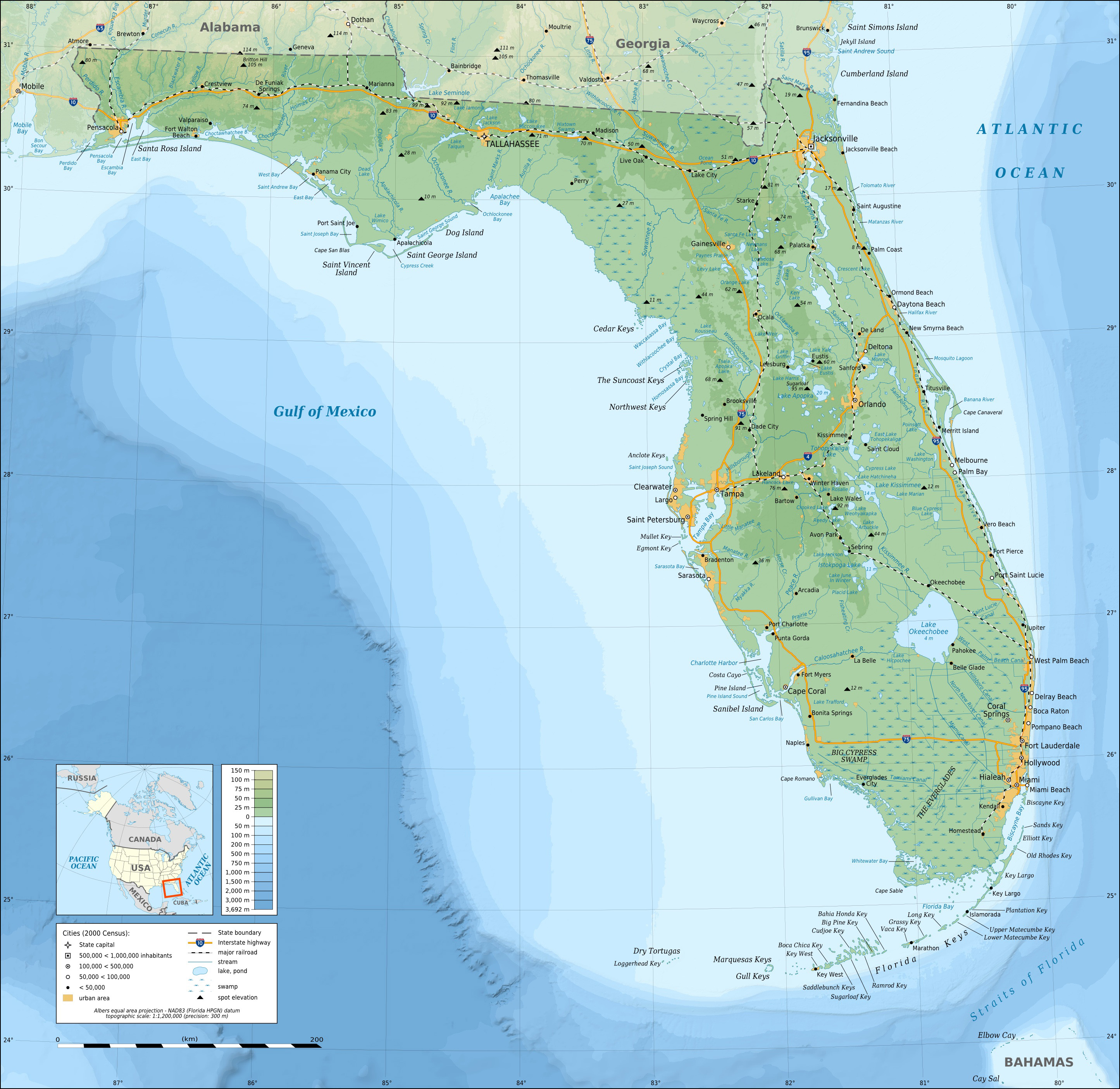
Florida domborzati térképe

Az állam egy nagy kiterjedésű félszigeten fekszik a Mexikói-öböl, az Atlanti-óceán és a Florida-szoros között. Határa túlnyomó részét a tengerpart alkotja, északi részén Georgia és Alabama államokkal határos.
Az állam többnyire alacsonyan fekvő, viszonylag egyenletes síkság, amely alig néhány méterrel fekszik a tengerszint felett, csupán a középső része enyhén dombos. A félsziget lyukacsos szerkezetű mészkő, kiterjedt víz alatti barlangokkal, forrásokkal, karsztos víznyelőkkel, melyek többsége a lakosság vízellátását biztosítja. A mészkő homokos talajjal van borítva, melynek termőképessége nem túl magas. A félsziget belsejét erdőségek, mezők és kisebb-nagyobb tavak tarkítják. A pálma- és a citrusfélék kedvelik a talajt és az éghajlatot.

### Éghajlat

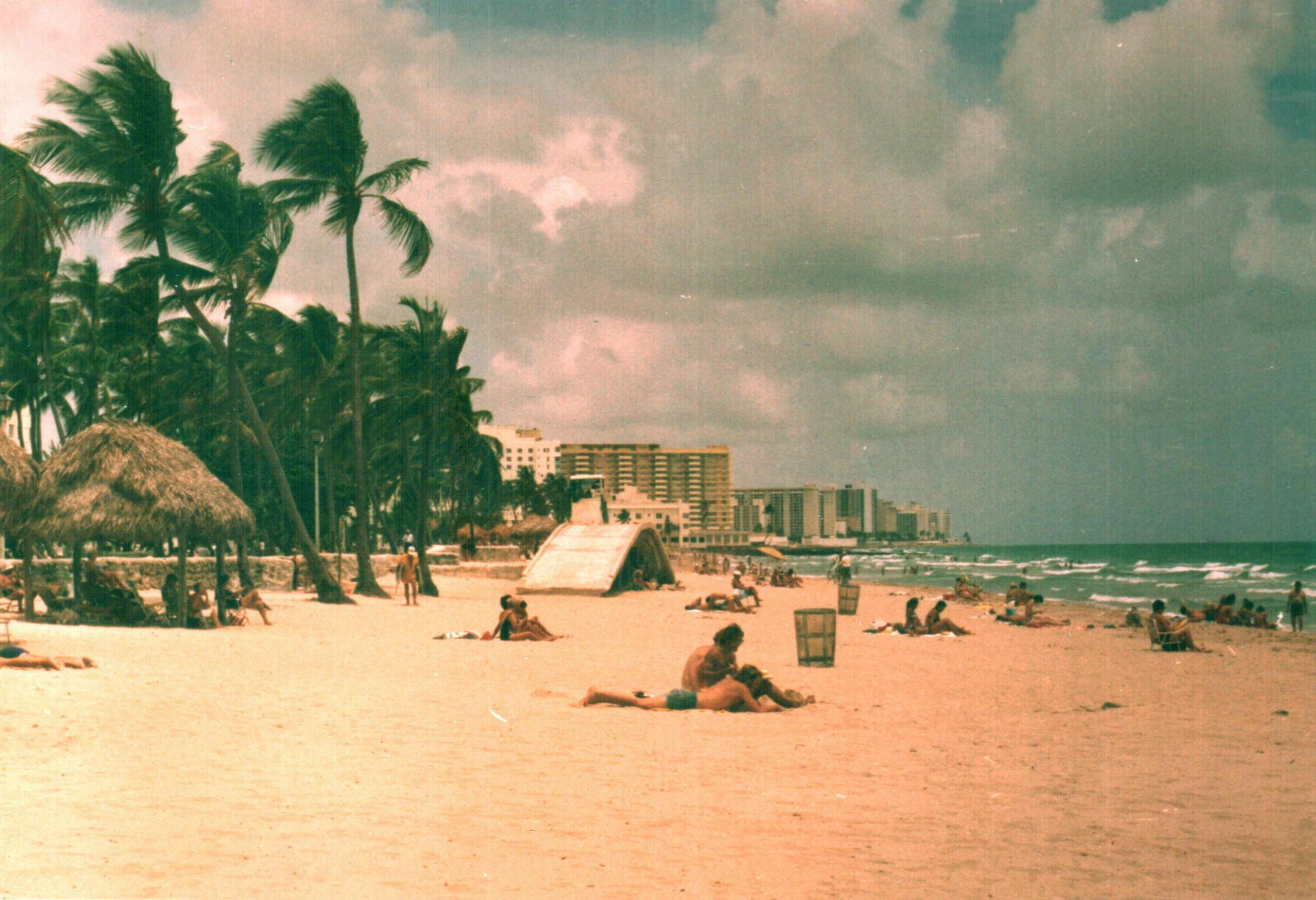
Tengerpart Floridában – 1977

Az államnak párás éghajlata van (lásd: szubtrópusok), kivéve az Okeechobee part déli részét, amely igazi trópusi klíma (lásd: trópusok). A levegő hőmérséklet-ingadozását az óceán nagyban kiegyenlíti.
Mivel a földrész északról délre nyitott, az Antarktisztól elinduló hidegfront időnként eléri Floridát, s lehűti a hőmérsékletet az egész félszigeten, viharos, olykor 150 km/óra sebességű szelet hozva magával.
A tél és az ősz enyhe és viszonylag száraz, a tavasz és nyár meleg és párás. A legmagasabb hőmérséklet júliusban 32-35 °C közötti, míg a legalacsonyabb januárban 4-7 °C között van. A Golf-áramlat is módosítja a hőmérsékletet.
Floridát a napsütés államának is nevezik, de viharos idő gyakran előfordul, főleg az állam középső részén. Ezért ezt a területet úgy is ismerik, mint “lightning capital”, „a villámlás fővárosa”.

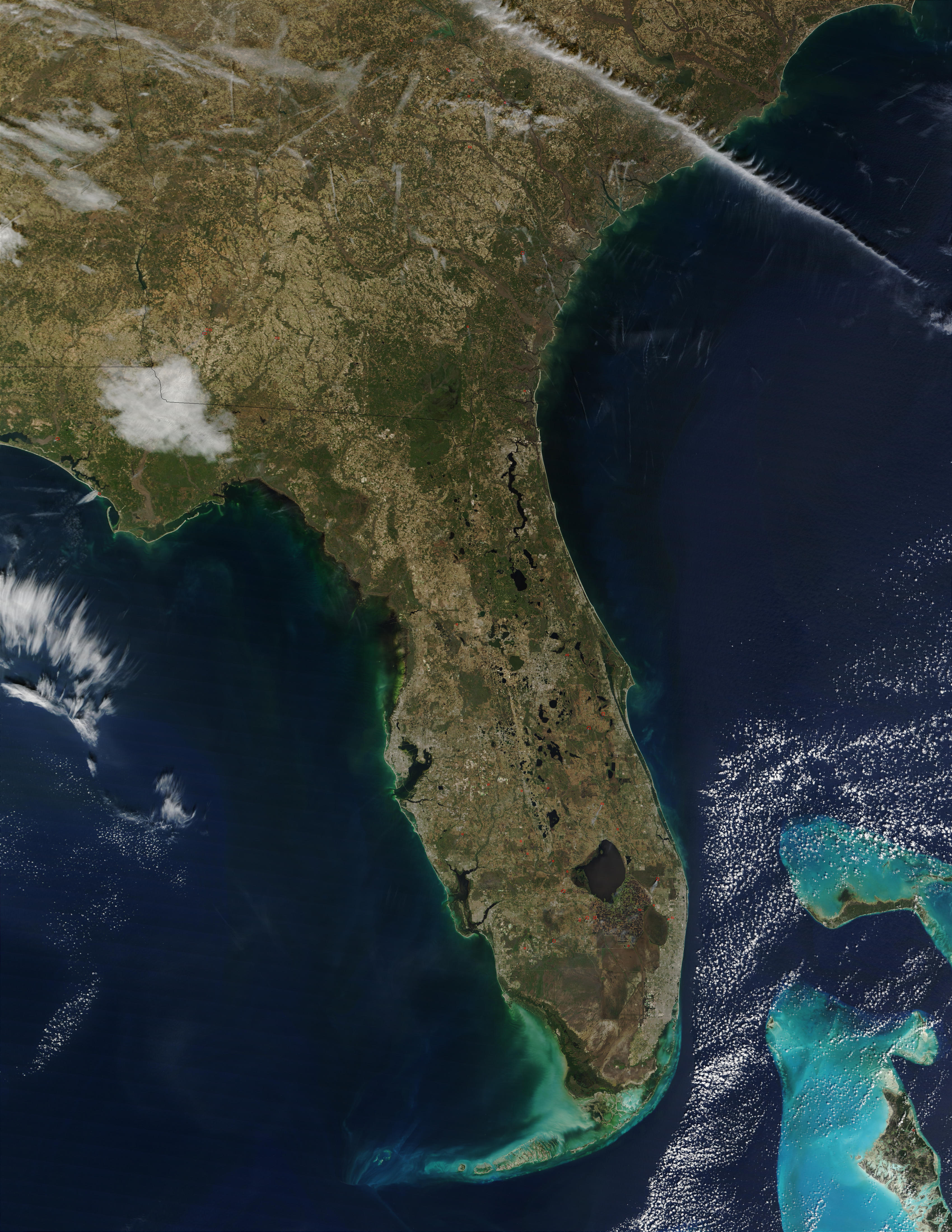
Florida műholdas felvételen

Florida az Amerikai Egyesült Államok legcsapadékosabb állama, mivel kora tavasztól késő őszig délutánonként gyakoriak az esőzések. A szép, napsütéses napokat is heves esők szakíthatják félbe. A mindennapos zivatarokat a keleti és a nyugati part mentén felemelkedő légtömegek összeütközése okozza. Az ország területén Floridában van a legtöbb tornádó, de nem olyan nagy intenzitású, mint a nagy síkságok felett (Tornado Valley).
Május közepétől november végéig tart a hurrikánszezon. 2004-ben négy komoly erősségű (Charley, Frances, Ivan és Jeanne) hurrikán érte az államot, ezt követően 2005-ben Dennis és Katrina, majd Rita hurrikán söpört végig.

## Állatvilág
Florida otthont ad sokfajta vadállománynak közöttük:
- Tengeri emlősök: palackorrú delfin, rövidszárnyú gömbölyűfejű-delfin, északi simabálna, karibi manátusz
- Hüllők: mississippi aligátor, hegyesorrú krokodil, keleti gyémánthátú és törpe csörgőkígyó, georgiai üregteknős, közönséges levesteknős, kérgesteknős, indigó kígyó
- Emlősök: floridai puma, fehérfarkú szarvas, Key szarvas, vörös hiúz, floridai fekete medve, kilencöves tatu
- Madarak: fehérfejű rétisas, bóbitás karakara, szalagos csigászkánya, halászsas, orrszarvú pelikán, tengeri barna pelikán, tengeri sirály, lármás daru, kanadai daru, rózsás kanalasgém, floridai bozótszajkó, és még sok másfajta madár

Megjegyzés: Florida télen otthont ad sokfajta észak-amerikai madárnak.
1930-ban Dél-Amerikából Észak-Amerikába véletlenül behozott vörös tűzhangya területe megnőtt az összes déli államban, beleértve Floridát is. Ezek a hangyák sokkal agresszívabbak a helyi fajoknál, s a csípésük is sokkal fájdalmasabb.

### Természetvédelem
Florida déli része egyetlen hatalmas nemzeti park, mintegy 700 ezer hektáros Everglades, amely egy szubtrópusi ősmocsár. Az észak-floridai Osceola National Forest tavakból és mocsarakból álló védett terület.

## Történelem

### Prekolumbián kor
Florida első emberi településeinek nyomai kb. 12 ezer évvel ezelőttre tehetők. A kellemes éghajlatú félszigeten sokfajta növény és állat honosodott meg. 12 ezer évvel ezelőtt a partvonal nagyon különböző volt a maitól. A tenger szintje alacsonyabb volt, s ennek eredményeként a félsziget területe hozzávetőleg kétszer nagyobb volt, mint a jelenlegi. Az itt élő emberek gyűjtögetéssel és vadászattal foglalkoztak. A kutatók úgy gondolják, hogy az étrendjük kis testű állatokból, növényfélékből, magvakból és kagylófélékből állt. Az évszázadok alatt az őslakosság kifejlesztette saját kultúráját. Amikor az európaiakkal kapcsolatba kerültek, már fejlett mezőgazdaságuk, és kereskedelmük volt.
Amikor az európaiak elérték Floridát, annak lakossága megközelítőleg 100 ezer lehetett. A spanyolok beszámolói szerint ezek az emberek közel száz, a politikai szervezettség különböző fokán lévő törzsekhez tartoztak. A társadalmi fejlődés magasabb fokán álló appalachee indiánok számát 50 ezer körülire, a timucua nyelvet beszélő, különösebb politikai berendezkedés nélküli törzsek tagjainak számát 150 ezerre becsülték. Ezek a közösségek a nyelven kívül semmilyen más hasonlatosságot nem mutattak. A feljegyzett indián törzsek nevei: ais, calusa, jaega, mayaimi, tequesta és tocobaga. A spanyol gyarmatosítás alatt ezek a törzsek eltűntek, vagy számuk drámaian csökkent.

### Európai gyarmatosítás

#### Első spanyol korszak
A floridai életről a felfedezők és kalandorok megérkezése után feljegyzések készültek. Juan Ponce de León 1513. április 2. és 8-a között érte el a partokat a jelenlegi St. Augustine közelében húsvétkor. Ő nevezte el Floridának („virágos”) a húsvét egyik spanyol megnevezése (Pascua florida) után. Ponce de León második útjára 1521-ben került sor, 200 emberrel és 50 lóval a félsziget délnyugati részén kötött ki. Missziója hamar kudarcba fulladt a helyi lakosok heves támadásai miatt. 1539-ben Hernando de Soto egy másik expedíciót vezetett. Négy évig bolyongott abban a reményben, hogy megtalálja az indiánok mesés kincseit. De Soto és társai 5 hónapra letelepedtek a mostani Tallahasse közelében. De Soto a Mississippi folyónál 1542-ben halt meg, de az expedíció túlélő tagjai elérték Mexikót. Florida felfedezőjére nem várt gazdag zsákmány, nevét mégis kapcsolatba hozták vele, mert az ezüstöt és aranyat szállító hajók a Golf-áramlaton hajózva – a Floridai szoroson keresztül – érték el Kuba partjait.
1559-ben Tristán de Luna y Arellano egy másik kísérletet tett Florida gyarmatosítására. A Pensacola-öbölben létrehozott települést azonban a szerencsétlenségek sorozata miatt két év múlva elhagyták a telepesek. Nem a spanyolok voltak az egyetlenek, akik kívánatosnak találtak Floridát. 1562-ben a francia protestáns Jean Ribault és kevésbé ismert társa, Jean-Pierre la Foux, aki nem Floridában, hanem Pennsylvania-ban élt és ott terjesztette Florida 'jó' hírét, próbálta felmérni a területet, majd két évvel később René Goulaine de Laudonnière megalapította Fort Carolinát a St. Johns folyó (St. Johns River) torkolatánál (jelenleg Jacksonville).
A francia tengerentúli utazások felgyorsították a spanyol gyarmatosítást. Pedro Menéndez de Avilés sietve áthajózta az Atlanti-óceánt, hogy a francia zászlót a spanyol zászlóval váltsa fel. 1565-ben érte el St. Augustint, és megalapította az első állandó települést. Teljesítette küldetését, elűzte és legyilkolta a franciákat, s csak a római katolikusokat kímélte meg. Menéndez elfoglalta Fort Carolinát is és átnevezte San Mateo-nak.
A francia válasz csak két évre rá érkezett meg, amikor Dominique de Gourgues visszafoglalta San Mateót, a korábbi Fort Karolinát, és a spanyol katonákat lemészárolták. Ez nem akadályozta meg a spanyolokat abban a törekvésükben, hogy római katolikus településeket hozzanak létre. Missziójukat kiterjesztették észak Floridára és az óceán keleti partvonalán északra, melyet ma Dél-Karolina államnak neveznek.
Az angolok sem szerettek volna lemaradni az újonnan felfedezett területek gazdagságának kiaknázásában. A konfliktust növelte a spanyol birodalom terjeszkedése. 1586-ban az angol Sir Francis Drake kapitány kifosztotta és felégette a kicsiny San Augustine falut, de ez nem szüntette meg a spanyolt ellenőrzést Floridában. Az 1600-as évek végén nem volt kérdéses a spanyol fennhatóság a mai Egyesült Államok déli része felett.
Amikor az első angol telepesek Amerikába jöttek, településeiket északabbra (ma Virginia) 1607-ben Jamestownnál és 1620-ban Plymuth-nál (Massachusetts) hozták létre.
Az angol és a spanyol kolóniák közötti villongások katonai beavatkozásra vezettek. James Moore ezredes a krík indiánokkal együtt megtámadta Floridát, s felégette, de a Castillo de San Marcos erődöt nem tudta bevenni. Két évvel később azonban elpusztították a Tallahassee és San Augustine közötti spanyol telepeket, megölték vagy rabszolgának elhurcolták a lakosokat, a helyi indiánokat is beleértve. A franciák elfoglalták Pensacolát 1719-ben, 21 évvel azután, hogy a települést megalapították.
Mivel a spanyolok kezdtek közelebb húzódni az angolok által Georgiában megalapított településekhez, 1740-ben az angolok megostromolták a San Augustine-i San Macos erődöt, az ostrom majd egy hónapig tartott. Amíg a támadások sikertelenek voltak, nem vált nyilvánvalóvá a spanyolok gyengesége.
A 18. század elején északról, Karolina tartományból érkezett a népességutánpótlás. Az újonnan érkezők nemegyszer felégették a falvakat, legyilkolták a lakosságot, s a foglyokat eladták rabszolgának. A legtöbb falu elhagyatottá vált, s a menekültek többsége St. Augustine-ban vagy az elszigetelt, a világtól elvágott helyeken talált menedéket. Az apalachee indiánok egy része eljutott Louisiánáig, ahol még egy évszázadig fennmaradtak, mint különálló etnikai csoport.

#### A brit uralom kora
A Brit Birodalom az 1763-as párizsi békeszerződés alapján nyert ellenőrzést Florida felett, cserében Havannáért, amelyet a britek a hétéves háború idején (1756–1763) vettek el a spanyoloktól. A csere után a spanyolok kiürítették Floridát. Amikor a spanyolok átadták Floridát a briteknek, a túlélőket áttelepítették Kubába. Gyakorlatilag egy üres provincia maradt hátra, európai lakosság nélkül. St. Augustine csak egy helyőrség volt ebben az időben, kevesebb mint 500 házzal és Pensacola is csak apró katonai település volt.
Ezekben az években vándoroltak be az elhagyott területekre a mai szeminolok elődei.
A briteknek ambiciózus terve voltak Floridával kapcsolatban. Először két részre osztották, a keleti részét St. Augustine-i, a nyugati részét pedig Pensacola székhellyel. Feltérképezték a félszigetet, felmérték a partvonalat az Atlanti-óceán és a Mexikói-öböl mentén, és kapcsolatokat próbáltak kifejleszteni az új indián lakossággal. Próbáltak földosztással fehér telepeseket csalogatni a területre, hogy beinduljon a gazdaság. Ha elég idő lett volna e terv megvalósításához, virágzó floridai kolónia épülhetett volna fel, de a brit fennhatóság csak 20 évig tartott.

#### Második spanyol korszak
Florida hűséges maradt a Brit Birodalomhoz az amerikai függetlenségi háború idején (1776-83). A spanyolok azonban szövetkeztek a franciákkal és 1781-ben visszaszerezték Pensacolát az angoloktól, és 1784-ben visszanyerték az ellenőrzést egész Florida felett, amint az amerikai forradalom béketárgyalásai során elismerték.
Amikor a britek kiürítették Floridát, spanyol és más telepesek jöttek az Amerikai Egyesült Államok egyéb részeiről letelepedni. Legtöbbjüket a földreformmal csalogatták ide, mások szökött rabszolgák voltak, s olyanok, akik próbáltak az amerikai törvénykezés alól kibújni. Ahelyett, hogy Florida spanyollakta területté alakult volna, mindinkább amerikai jellegűvé vált.

### Szeminol háborúk és az USA-hoz csatolás

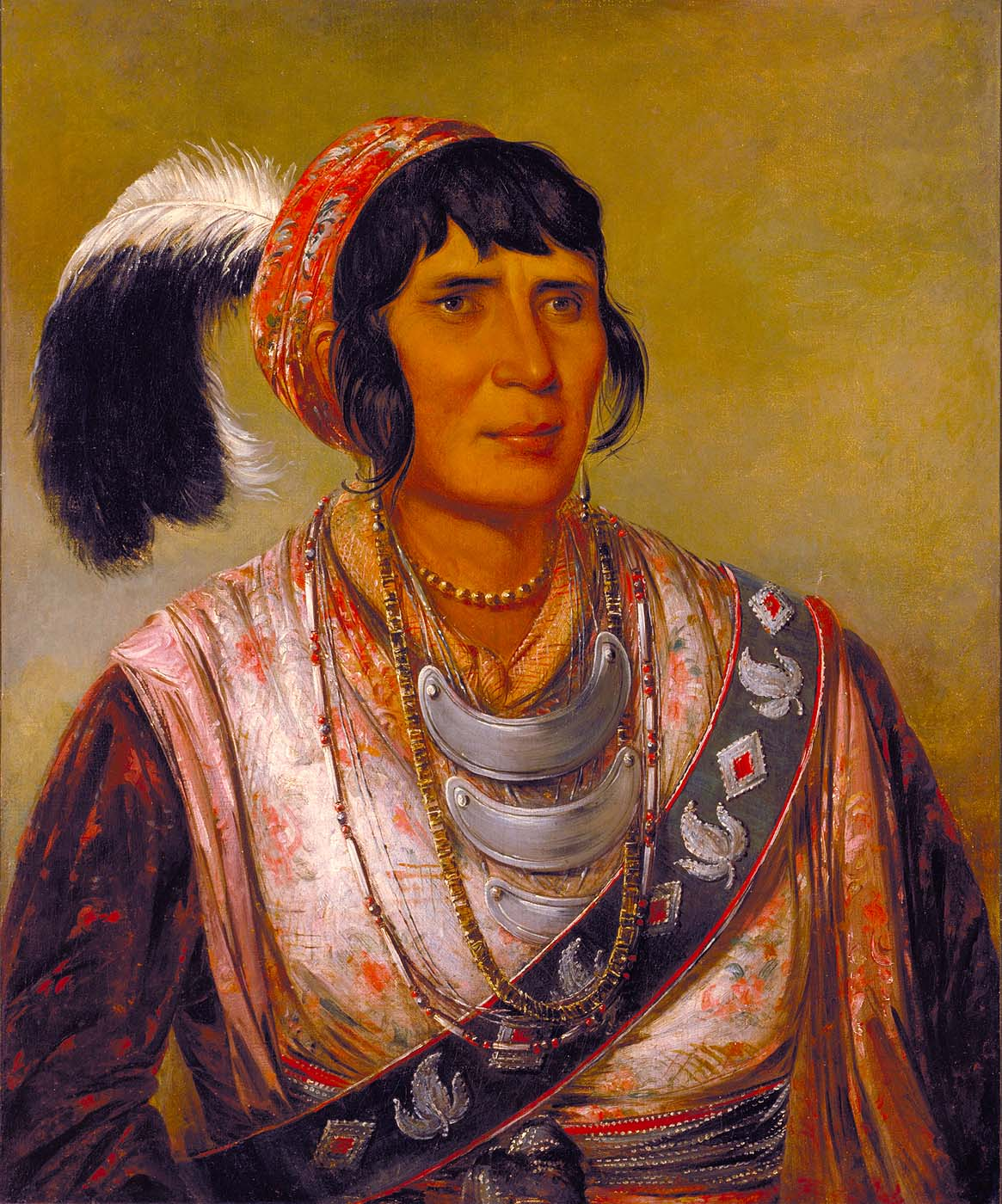
Osceola, szeminol indián törzsfőnök

Az 1818-ban az amerikaiak Andrew Jackson tábornok, a későbbi amerikai elnök vezetésével folytattak katonai hadműveleteket a floridai szeminol indiánok ellen, amelyek később az első szeminol háború néven váltak ismertté.
Sok hivatalos és nem hivatalos katonai beavatkozás után Jackson 1821-ben végleg birtokba vette a területet az Amerikai Egyesült Államok nevében, és új területi kormányt hozott létre. A spanyolok ugyanebben az évben az Adams–Onís-egyezmény értelmében végleg átengedték Floridát az USA-nak.
Amit az Egyesült Államok örökölt, az a vadonban elszórt települések, indiánok, Afrikából behurcolt feketék utódai, és a spanyolok voltak.
1822. március 30-án Florida az Amerikai Egyesült Államok része lett. Miután a területi hovatartozást törvénybe iktatták, 1824-ben egyesítették Kelet-Floridát és Nyugat-Floridát. Az új Florida állam székhelye Tallahassee lett, amely egyenlő távolságra volt St. Augustine-tól és Pensacolától.
Andrew Jackson immár amerikai elnökként 1830-ban aláírta és törvénybe iktatta az indiánkitelepítési határozatot.
1832-ben az Egyesült Államok kormánya néhány szeminol vezetővel aláíratta a „Payne’s Landing” egyezmény, és ígéretet tett arra, hogy a Mississippi folyótól nyugatra földet adnak azoknak, akik önkéntesen elhagyják Floridát. Sok szeminol távozott ebben az időben, míg azok, akik maradtak, védekezésre készültek fel, hogy megvédjék földjeiket. Azonban a fehér telepesek követeléseinek hatására a kormány megfosztotta az indiánokat földjeiktől. 1835-ben megérkezett a hadsereg, hogy az indiánokat kitelepítsék, ha kell, erőszakkal.
A második szeminol háború 1835-ben kezdődött, amikor a szeminolok megtámadták a Fort Brookból (Tampa) Fort Kingbe (Ocala) tartó katonai utánpótlást.
Az ütközet során az indiánok 108 katonát öltek meg, míg a szeminolok csak öt embert vesztettek. Megközelítőleg 900-1500 indián harcos hét évig gerillaháborút folytatott az Egyesült Államok hadserege ellen. A háború kezdetén vezetőjük a karizmatikus fiatal vezető, Osceola volt, akit elfogtak, börtönbe zártak, ahol egy év múlva, 1837-ben meghalt. A háború elhúzódott 1842-ig, amelyre a kormány csillagászati összegeket költött. A háború végére csaknem minden szeminolt elűztek a Mississippi folyó nyugati partján lévő árterületre, s csak 951 indián maradt az Everglades mocsaras vidékén.
1845. március 30-án Florida az Egyesült Államok 27. tagállama lett. A lakosság fele fekete rabszolga volt, akik a földeken dolgoztak.
Az 1850-es években a fehér telepesek túlkapásai a szeminolokkal szemben ismét feszült helyzetet teremtett, ezért a kormány elhatározta, hogy a megmaradt szeminol indiánokat kitelepíti nyugatra. Ez a harmadik szeminol háborúhoz vezetett (1855-1858), melynek végén már csak 100 indián telepes maradhatott Floridában. 1859-ben a szeminolokat körülvették, s nyugatra kényszerítették őket, de néhányuk hátramaradt az Everglades mocsárvilágában.

### Florida azamerikai polgárháborúidején
Az új államban a rabszolgakérdés egyre égetőbbé vált. 1860-ban Abraham Lincoln lett az Egyesült Államok elnöke. Egyetlen floridai sem szavazott rá. Röviddel elnöki hivatalába való beiktatása után, 1861. január 10-én törvénybe iktatták azt a rendeletet, hogy Florida kiválhat az Egyesült Államokból, s csatlakozhat a Szövetségi Államokhoz.
A polgárháború alatt Florida 15 000 fős csapatot és jelentékeny mennyiségű ellátmányt – sót, marhát, sertést, és gyapotot – küldött a Konföderációnak, de több mint 2000 floridai, afrikai-amerikai és fehér csatlakozott az Egyesült Államok hadseregéhez.
A polgárháború előtt Florida csak egy gyapottermelő állam volt. A háború után a gazdaság meglehetősen megváltozott. A nagy kikötővárosok ismét virágozni kezdtek, s megkezdődött a fakitermelés, s a városok újraépítése, amely sok felszabadított rabszolgának munkát adott. A földbirtokosok próbáltak bérmunkásokat alkalmazni az ültetvényeken a gyapot leszedésére, de ez nem vált gazdaságossá. Végül a nagy ültetvények részeit a tulajdonosok bérbe adták.
1876-ban az elnöki választások idején Floridát még mindig a szövetségi csapatok megszállás alatt tartották, s csak a választások után vonták ki azokat.

### 19. század végi fejlődés
A 19. század utolsó negyedében a nagyszabású nagyüzemi mezőgazdaság és állattenyésztés – főleg szarvasmarha – került előtérbe. A különböző iparok, mint például a szivargyártás, az emigránsoknak adott munkát.
Az új nagy beruházások következtében Tarpon Spring-nél beindult a szivacs-halászat és az állam déli részén a foszfát-bányászat. A citrom és narancs-féleségek termesztése gyorsan nőtt. Az ipar és kereskedelem fejlődése magával vonta az utak, s a vasutak nagymértékű építését. Az állam igyekezett segítséget nyújtani a beruházóknak olcsó földekkel. A polgárháború és az első világháború között Florida vasútépítése – amely behálózta az egész államot – befejeződött.
Az 1870-es évek végén a folyókon gőzhajók szállították Florida természetes szépségében gyönyörködni vágyó látogatókat.
Kezdeti erőfeszítések történtek Florida déli részén a mocsarak lecsapolására, s azok termőfölddé alakítására.
1898-ban, amikor a spanyol-amerikai háború megkezdődött, a nemzet figyelme Florida felé irányult. Az amerikai csapatok a Tampa Öbölben állomásoztak. A floridaiak befogadták a kubai menekülteket, akik szabadulni akartak a spanyol gyarmatosítás alól.
A századfordulón úgy tűnt, Florida potenciális lehetőségei kimeríthetetlenek. Az ingatlanok vonzották a beruházókat.

### Nagy gazdasági világválság
Az első világháború után Florida látszatgazdasága összeroppant. A fedezet nélküli pénz- és értékpapír-kibocsátás nagy mértékű inflációhoz vezetett. A beruházások hirtelen megszűntek, a kereskedelem jelentősen lecsökkent, amely komoly munkanélküliséget okozott. 1926-ban és 1928-ban számos hurrikán söpört végig az államon, az anyagi erőforrások pusztulása tovább rontotta az amúgy is nehéz gazdasági helyzetet.
1928-ban a narancsültetvények komoly károkat szenvedtek a narancs kártevői („fruit fly”) következtében. A katonaság blokádokat állított fel a határon, s ellenőrizték a járműveket, hogy narancs ne kerüljön ki az államból. Ennek következtében a narancstermelés 60%-kal csökkent.
A bankok csődöt jelentettek, s bezárták kapuikat.
1934-ben az Egyesült Államok kormánya bizonyos jogokat biztosított az indiánoknak az Újraszervezési határozatban.
1920-ban a nők, 1937-ben az afrikai amerikaiak szavazati jogot kaptak.

### Második világháború és a háború utáni fellendülés
A második világháború Florida gazdaságát nagyban segítette. Mivel az éghajlat egész évben kellemes, az állam katonai kiképzőközpontokat létesített az amerikai hadsereg és szövetségesei számára. A főútvonalak és a repülőterek építése felgyorsult annyira, hogy a háború végén Florida a legmodernebb kereskedelmi közlekedési hálózattal rendelkezett. A látogatók száma hihetetlen mértékben megnőtt, olybá tűnt, mint egy vég nélküli áramlat.
A háború utáni években a lakosság száma állandóan és jelentősen növekedett, részben az országon belül más államokból, részben pedig Kubából, Haitiból és más országokból települtek át az emberek egy jobb élet reményében. Florida ma a negyedik legnépesebb állama az Amerikai Egyesült Államoknak.
1950-es évek óta Florida oktatási rendszere alapvetően megváltozott. Az afrikai-amerikai állampolgárok, és más támogatók harcot folytattak a faji megkülönböztetés ellen az oktatás és más intézmények területén.
A második világháború óta Florida gazdasága sokrétűbbé vált. A turizmus, a szarvasmarhatenyésztés, a citrusültetvények, és a foszfátbányászat sok más ipari ágazatot maga után vonzott, így például az elektromos-, műanyag-, és építőipart, valamint az ingatlanfejlesztést és kereskedelmet, s a különböző nemzetközi banki szolgáltatásokat.
Számos amerikai részvénytársaság Floridába helyezte főhadiszállását. Az államközi főútvonal egész Floridán végigfut, s jelentős repülőterei vannak. A felsőfokú oktatási rendszer, s a magas technológiai iparok rohamosan fejlődésnek indultak.
Az amerikai űrprogram – a történelmi jelentőségű rakétakilövő-állomással, a holdsétákkal, valamint a szinte menetrendszerű űrjáratok programjával – felhívta magára az újságok figyelmét. A citrusipar az olykor-olykor előforduló fagyások ellenére is virágzik. A turisták számára nagy beruházásokat hajtottak végre Orlando környékén, amely millió és millió látogatót vonz minden évben.

## Politika
A polgárháború után egészen 1877-ig a fehér-elithez tartozó demokraták küzdöttek a hatalomért. Részben erőszakos, katonai jellegű taktikával próbálták korlátozni a felszabadított rabszolgák szavazásait.
1885-től 1989-ig az állam törvényhozó testülete intézkedéseket hozott a feketék és a szegény fehérek szavazati jogának korlátozására, mivel azok fenyegették a fehér demokraták befolyását a néppárti koalícióban. Amint ezeket a csoportokat megfosztották szavazati jogaiktól, a demokraták megalapították az egypártrendszert, keresztül a déli államokban.
Az 1900-as években az afroamerikaiak a teljes lakosság 44%-át alkották, hasonlóan a polgárháború előtti időszakhoz, de akkor még jogfosztottak voltak.
1877-től 1948-ig Florida a demokrata elnökjelöltekre szavazott, kivéve az 1928-as választások idején. Az elkülönítés, jogfosztottság és a mezőgazdasági depresszió miatt sok afroamerikai hullámokban, 1910-1940 között északra vándorolt, és a késői 1940-es évek végén ez a vándorlási hullám ismét megkezdődött. Munkát kerestek, jobb oktatást akartak a gyermekeiknek, s ismét szavazati joghoz jutva akartak résztvenni a társadalmi életben, s aktívan közreműködni körülményeik javítása érdekében. 1960-ban Florida afroamerikai lakossága 18%-ra csökkent.
1952-től 2004-ig, annak ellenére, hogy a demokratapártiak voltak többségben, a lakosság a republikánusokra szavazott, kivéve 1964-ben, 1976-ban és 1996-ban. A polgárháború utáni első republikánus kongresszusi képviselőt 1954-ben választották meg. Az első republikánus szenátort, Robert McG. Thomas Jr.-t pedig 1968-ban választották meg, két évvel azután, hogy Florida kormányzója a republikánus Claude Roy Kirk, Jr. lett.
1998-ban a demokraták többsége a faji kisebbségekből és az északról, északkeletről Floridába vándorolt liberális elemekből állt. Dél-Florida metropolita körzete különösen jó példa volt erre, ahol a faji kisebbségek, és a liberális fehérek telepedtek le, s ez a terület volt a “legdemokratikusabb” az államban. Daytona metropolita kiterjedésében ugyan kisebb, de hasonló demokrata beállítottságú lakosság van. Orlando a nagyszámú hiszpániai emigráns lakosság miatt úgyszintén a demokratáknak kedvezett. Florida fennmaradó részén, a vidéki városokban és a városok külterületein a republikánus érzelmű lakosság dominál.
A gyorsan növekvő I-4 gyorsforgalmú út mentén kialakult „folyosó”, amely keresztülszeli Közép-Floridát és összeköti Daytona Beachet Orlandóval és Tampa/St.Petersburggal ugyannyi a republikánus, mint a demokratára szavazók száma. A területet gyakran úgy nézik, mint egy egyesítő pontot a konzervatív Észak és a liberális Dél között. Gyakran mondják, aki megnyeri Közép-Floridát, az megnyeri az elnöki választást.
Annak ellenére, hogy Floridában a demokrata pártiak vannak többségben, a 2008-as választást a republikánusok kontrollálták, mivel a kormányzói hivatal államszerte befolyással bír.
|      | Demokrata        | Republikánus     |
| 2004 | 52,10% 3,964,522 | 47,09% 3,583,544 |
| 2000 | 48,85% 2,912,790 | 48,84% 2,912,253 |
| 1996 | 42,32% 2,244,536 | 48,02% 2,546,870 |
| 1992 | 40,89% 2,173,310 | 39,00% 2,072,698 |
| 1988 | 60,87% 2,618,885 | 38,51% 1,656,701 |
| 1984 | 65,32% 2,730,350 | 34,66% 1,448,816 |
| 1980 | 55,52% 2,046,951 | 38,50% 1,419,475 |
| 1976 | 46,64% 1,469,531 | 51,93% 1,636,000 |
| 1972 | 71,91% 1,857,759 | 27,80% 718,117   |
| 1968 | 40,53% 886,804   | 30,93% 676,794   |
| 1964 | 48,85% 905,941   | 51,15% 948,540   |
| 1960 | 51,51% 795,476   | 48,49% 748,700   |
| ---- | ---------------- | ---------------- |

## Közigazgatás

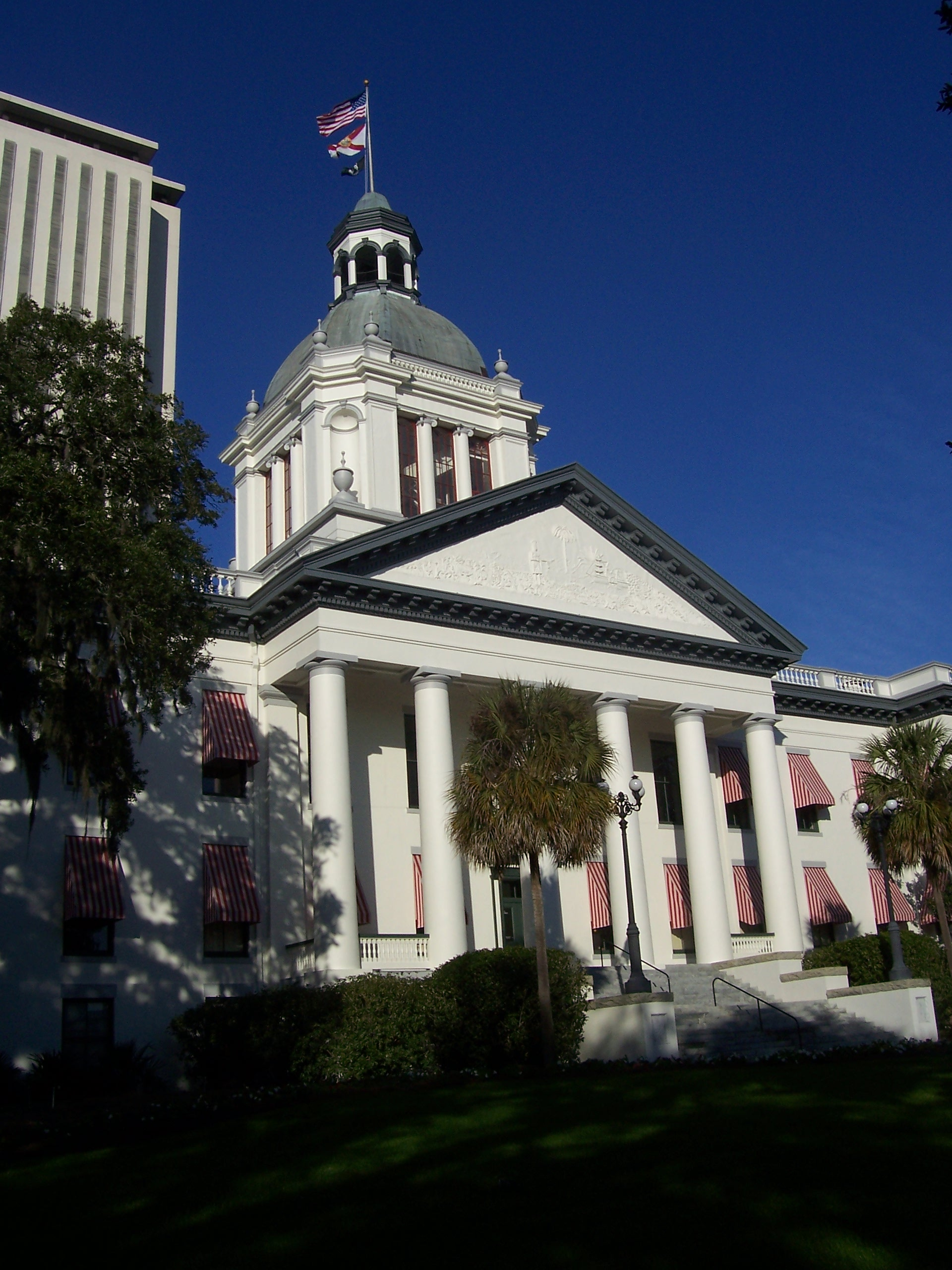
Florida kormány székháza

Florida állam alkotmánya kijelenti, hogy az államhatalom három különálló, egymástól független ágazatra oszlik: a végrehajtó (Executive), a törvényhozó (Legislative) és a bírói (Juridicial) testületekre.
A végrehajtó testület elnöke a kormányzó (governor), akit négyévente választanak. A kormányzó a legfőbb törvényvégrehajtó tisztviselő, s felelős az állam napi működéséért. A kormányzó jelöli ki az ágazat vezetőjét, aki egyedül a kormányzónak köteles beszámolni, de a kormánytanácsnak (Cabinet) legalább három tagja egyet kell, hogy értsen a kinevezésével.
A törvényhozás a törvényhozó testület kötelessége. Két ágból áll: a szenátusból (Senate) és a képviselőkből (House of Representatives). A törvényhozás valamennyi intézkedésének összhangban kell lennie az alkotmányos rendelkezésekkel. Üléseit 60 naponként tartja.
A bírói testület feladata a törvény értelmezése. A hatalmat az állam alkotmányán keresztül gyakorolja, amely létrehozta a legfelsőbb bíróságot (Supreme Court), a területi fellebbező bíróságot (District Court of Appeals), és a területi bíróságot (Circuit Court). A legfelsőbb bíróság hét tagból áll, akiket a kormányzó jelöl a poszt betöltésére. A legfelsőbb bíró megbízatása két évre, a bírók megbízatása hat évre szól.
Florida öt területi fellebbező bíróságra oszlik, több mint 50 bíróval. Mindegyiküket hat évre választják. Döntésüket a legfelsőbb bíróság megváltoztathatja. Az állam 20 területi bíróságra van felosztva, a bírókat hat évre választják.
A megyei bíróságoknak legalább egy megyei bírója van, akiknek megbízatása hat évre szól.
Az kormányzat legfőbb bevétele a kereskedelmi adó, de a városok és megyék fő bevételi forrása az ingatlanadó.

### Florida megyéi
Florida 67 megyére oszlik, melyek élén köztisztviselőkből (Board of County Commissioners) álló bizottság áll. A Board of County Commissioners a megyei törvényhozó testület, akik a megye bevételeit és kiadásait egyeztetik, s meghatározzák az évi költségvetést az egész megyére nézve.
Feladataik közé tartozik még a forgalom, a területek övezetekre osztása, várostervezés, valamint a lakossági szociális ellátása, s a biztonság.
Ők nevezik ki a megyei igazgatót (County Administrator), aki a fent említett tevékenységeket végrehajtatja. A megyehivatal különböző osztályokra oszlik; így személyzeti, egészségügyi, közösségfejlesztési (tervezés, építés, övezetek besorolása) osztályokra, valamint központi kommunikációs rendszerre, megyei park- és pihenés-rendszer karbantartására, stb.
A városok élén a polgármester áll. A polgármester a városmenedzseren (City Manager) keresztül irányítja a szakapparátust, a polgármesteri hivatalt.

## Gazdaság

### Ásványkincsek
Florida ásványi kincsei többnyire nemfémes elemek. A legfontosabbak a foszfát, agyag, mészkő, kaolin, titán-koncentrátumok (cirkon, ilmenit, rutil, monacit), tőzeg, kőolaj, cementhomok és kavicshordalék. Az Államok területén Florida a leggazdagabb foszfát kőben, rutil és cirkon ásványban, a második ilmenit ásványban, és harmadik az agyag kitermelésben. A titán az egyetlen fémérce, amelyet a keleti parton Jacksonville-től délre és Panama Citytől északnyugatra találtak. Jelentéktelen mennyiségű uránt nyernek ki a foszfát kavicsból, tonnánként 0,5 grammot.
A mészkövet építkezésekre és útburkolatokhoz használják. A kaolint a cementiparban hasznosítják, míg adalékanyagaként még a kerámiához, szappan készítéséhez, és a gyufafej gyártáshoz használják. Olajat a szivacsos mészkőzetben találtak 3833 méter mélyen a felszín alatt.

### Mezőgazdaság

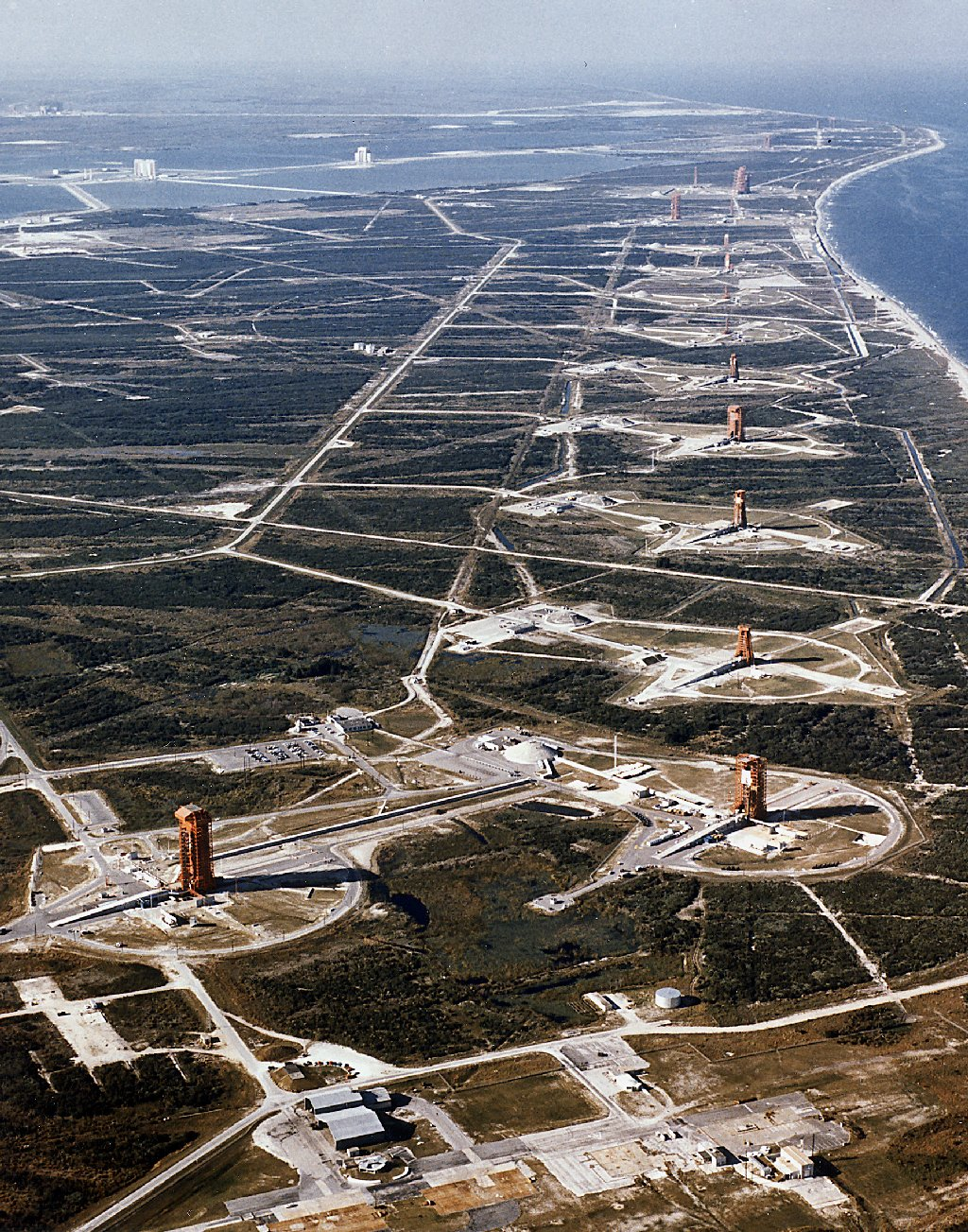
Air Force Station, Cape Canaveral

Florida emellett az Egyesült Államok fontos mezőgazdasági övezete. A citrusfélék megtelepítésével hatalmas területet fordítottak gazdagon termőre: az állam középső része szinte teljes egészében narancs- és citromliget. Fejlett és fejlődik a zöldség- és gyümölcstermesztés, az éghajlati adottságok mellett messzemenően kihasználják az öntözés lehetőségeit, bár éppen ez az utóbbi okoz bizonyos problémákat. Az öntözőcsatornák és hajózási csatornák kialakítása ugyanis megváltoztatta a természetes vízháztartást, és ez egyes részeket elöntéssel, másokat kiszáradással fenyeget.

### Katonai- és rakétaközpont
Az állam jelentős nyersanyagai elsősorban a nemesfém ásványok, ezek bányászata és feldolgozása meglehetősen fejlett. Ennél is lényegesebb viszont, hogy ide telepítették a legkorszerűbb ipar egy részét: Floridában található Cape Canaveral, a rakétaközpont, több repülőgépgyár és még jó pár korszerű ipari üzem.
Florida hosszú partvonala a második világháború idején jól láthatónak bizonyult, ezért a kormány végig az állam területén repülőtereket épített ki. A National Drug Intelligent Center (Nemzeti Kábítószer Felderítő Központ) statisztikája szerint az államnak 131 nyilvános és több mint 700 magánrepülőtere, továbbá számos helikopter-leszálló pályája van.

Lásd: Florida repülőterei

### Idegenforgalom
A kellemes éghajlat, az enyhe tél, a természet adta lehetőségek, a tenger és a tavak, a gyógyforrások bősége már a 19. század végén kezdte vonzani az embereket az ország más részéről, sőt már ekkor megindult az a folyamat, amely napjainkban milliókat mozgat meg: az idősebbek áttelepülése a szigorúbb éghajlati övezetekből délre. Igazi nagy fellendülést azonban csak a második világháborút követő időszak hozott. Ekkor egyrészt kiépült a floridai turisztikai ipar szállodák és Motel szálláshelyek ezreivel, s szórakoztató látványosságokkal, a megfelelően kiképzett partszakaszokkal, másrészt tömegessé vált az idősebb korosztály "átköltözése".

### Ingatlanforgalom
Mindez egybeesik a nagyszabású ingatlanspekulációval és fejlesztéssel: korábban kopár szakaszok modern városokká alakultak át, s a floridai ingatlanok értéke az országos átlagnál is gyorsabb ütemben növekszik. Évente milliók keresik fel az állam üdülőhelyeit, amelyek korábban inkább csak a téli időszakban bonyolítottak le nagy forgalmat, most azonban már egész éven át működnek, mert árkedvezményekkel, a látnivalók fokozásával sikerült elérniük, hogy nyáron is sokan keressék fel Floridát.

## Népesség
| Lakosok száma | 752 619 | 968 470 | 1 897 414 | 2 771 305 | 4 951 560 | 9 746 324 | 12 937 926 | 15 982 378 | 20 271 272 | 21 538 187 |
|               | 1910    | 1920    | 1940      | 1950      | 1960      | 1980      | 1990       | 2000       | 2015       | 2020       |

### Rassz szerinti megoszlás
|                                        | Fehér  | Fekete | AIAN*  | Ázsiai | NHPI*! |
| -------------------------------------- | ------ | ------ | ------ | ------ | ------ |
| 2000 (teljes lakosság)                 | 82,45% | 15,66% | 0,75%  | 2,11%  | 0,16%  |
| 2000 (ebből spanyol nyelvű)            | 15,94% | 0,74%  | 0,14%  | 0,09%  | 0,03%  |
| 2005 (teljes lakosság)                 | 81,47% | 16,31% | 0,84%  | 2,52%  | 0,18%  |
| 2005 (ebből spanyol nyelvű)            | 18,48% | 0,87%  | 0,21%  | 0,11%  | 0,04%  |
| Növekedés 2000–05 (teljes lakosság)    | 9,99%  | 15,93% | 23,95% | 33,09% | 29,08% |
| Növekedés 2000–05 (nem spanyol nyelvű) | 5,43%  | 15,23% | 15,67% | 32,55% | 24,49% |
| Növekedés 2000–05 (spanyol nyelvű)     | 28,99% | 29,93% | 58,98% | 45,89% | 45,66% |

* AIAN amerikai indián vagy alaszkai bennszülött; NHPI Hawaii vagy csendes-óceáni szigetlakók

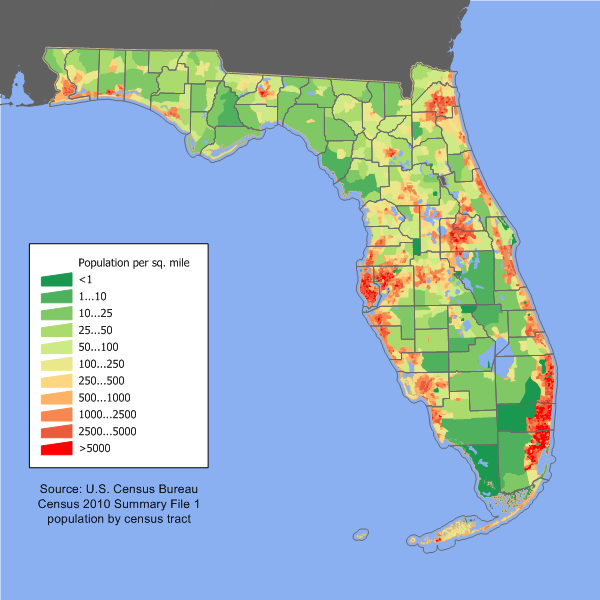
Florida népsűrűségi térképe

Egy másik 2006-os becslés (ACS) szerint Florida lakosságának a megoszlása a következő:
| 76,1% | Fehér amerikai- beleértve 15% fehér hispániai |
| 15,4% | Afroamerikai                                  |
| 0,3%  | Amerikai indián és alaszkai bennszülött       |
| 2,2%  | Ázsiai amerikai                               |
| 0,1%  | Hawaii és más Csendes-óceáni bennszülött      |
| 1,8%  | Kettő vagy több rassz Egyéb rassz             |
| 20,1% | A fentiekből spanyol vagy más újlatin nyelvű  |
| ----- | --------------------------------------------- |

Az őslakó szeminol indiánokat az Oklahomai Szeminol Nemzet, a Floridai Szeminol Törzs és a Floridai Miccosukee Indián Törzs szervezetek képviselik.
Az amerikai polgárháború előtt, amikor még a rabszolgaság intézményesített volt, és a rekonstrukciót követő időszakban a lakosságnak közel a fele afroamerikai volt.
A 18. század folyamán a számuk lecsökkent a nagy áttelepülések következtében, s ugyanekkor nagy számú fehér lakosság vándorolt északról délre. Jelenleg az afroamerikai lakosság száma ismét növekszik. Főleg Észak-Floridában (Jacksonville, Gainesville, Pensacola), Tampa Bay területén és Orlando környékén telepednek le. A dél-floridai fekete lakosság főleg Haitiből vagy Jamaicából vándorolt be.

### Etnikai származás szerinti megoszlás
Az Amerikai Népszámlálási Hivatal felmérése szerint 2000-ben a nem spanyol nyelvű fehér lakosság etnikai származás szerinti megoszlása a következő (a teljes lakosság százalékában): német származású 11,8%, ír származású 10,3%, angol származású 9,2%, az USA egyéb részéről származó 8%, olasz származású 6,3%, francia származású 2,8%, lengyel származású 2,7%, skót származású 1,8%. A német származású lakosság elsősorban Délnyugat-Floridában él, az olasz bevándorlók pedig Miamiban és annak külterületein telepedtek le. Tarpon Spring környékén nagy számú görög származású lakos él.
A spanyol nyelvű (hispanoamerikai) lakosság több csoportból tevődik össze. A Kubából bevándorlók Miami és Tampa környékén élnek, míg a Puerto Ricóból érkezők Tampa és Orlando környékén telepedtek le. A közép-amerikai munkások főképp Nyugat-, Közép- és Dél-Floridában találtak munkát. A hispanoamerikai közösségek száma folyamatosan növekszik, s a leggyorsabban növekvő csoport Floridában (akárcsak az egész Egyesült Államokban).

## Nyelvek
A 2000. évi felmérések szerint Florida 5 év feletti lakosság 76,91%-ának az angol az anyanyelve, míg 16,46%-a spanyol és 1,38%-a francia-kreol (a haiti kreol a domináns) nyelvet használja első beszélt nyelvként. A francia ajkúak 0,83%-át azt követően a német 0,59%-át, az olasz, 0,44%-át teszik ki a lakosságnak.
Floridát az éghajlata teszi népszerűvé az emigránsok körében. Florida oktatási rendszere több mint 200 különböző anyanyelvet (nem angol) azonosított be, amelyet a diákok otthonukban beszélnek mint első nyelvet. 1990-ben az Egyesült Latin Amerikai Állampolgárok Szövetsége (League of United Latin American Citizens (LULAC) polgári pert nyert az Állami Oktatási Minisztériummal szemben, amelyben megkívánták oktatóktól, hogy tanítsanak angolt a más nyelven beszélőknek. (English for Speakers of Other Languages (ESOL).)
Florida alkotmány II. szakaszának 9. bekezdése kijelenti, hogy Florida hivatalos nyelve angol. Ezt az intézkedést 1988-ban szavazatok alapján foganatosították.

## Vallás
Florida lakosságának túlmnyomó többsége protestáns, de a legnagyobb csoport a római katolikus vallású. Ezenkívül a zsidó vallásúak száma is számottevő, akik főleg Dél-Floridában telepedtek le. Egyik déli államnak sincs ilyen nagy számú zsidó lakossága.
A lakosság vallási megoszlása a következő:
Római katolikus 26%, protestáns 40%, baptista 9%, methodista 6%, pünkösdi 3%, zsidó 3%, más vallások 3%, nem vallásos 16%.

## Metropolita körzetek

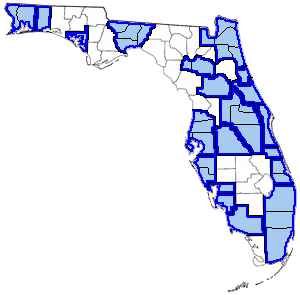
Florida metropolita körzetei

Florida 20 statisztikai metropolita területre (Metropolitan Statistical Areas (MSAs)) oszlik, amelyet az Egyesült Államok Igazgatási és Költségvetési Hivatala (United States Office of Management and Budget (OMB)) határozott meg. Az állam metropolita területei a félsziget partvonalán koncentrálódnak, egy megszakítás nélküli sávot alkotva Jacksonville-től Miami-Fort-Lauderdale-Pompano Beach-ig, amelybe Monroe megye kivételével minden megye beletartozik. A nyugati parton úgyszintén egy folyamatos sávot alkot Tampa–St.Petersburg-Clearwater egészen Naples-Marco szigetekig, amelybe minden partmenti megye beletartozik Hernando megyétől Collier megyéig. A félsziget észak-közép területének is van néhány metropolita körzete, amely összeköti a keleti és a nyugati partot. Néhány metropolita körzet elszórtan helyezkedik el Florida északnyugati földnyelvén (panhandle).
Miami-Fort-Lauderdale-Pompano Beach több mint 5 millió lakosával nemcsak Florida legnagyobb metropolita körzete, hanem az egész Egyesült Államok délkeleti államainak is.

## Városai

### Észak-Florida

#### Pensacola
1559-ben spanyol telepesek Tristán de Luna y Arellano kapitány vezetésével megalapították az első európai kolóniát Floridában, az általuk Ochuse-nak nevezett Pensacola-öböl partján.
A telep nem sokáig állt fent, ugyanis alig egy hónappal a megérkezésük után – három kivételével – a kikötőben horgonyzó összes hajó egy hurrikán áldozatául esett. Az 1992-ben megtalált híres „Emanuel Point hajóroncs" is ennek a balul sikerült expedíciónak volt a részese. A települést alig két éven belül fel is adták a spanyolok, és 127 évig, a Presidio Santa Maria de Galve, a későbbi Pensacola városának 1698-as megalapításáig az öböl érintetlen maradt.
A Pensacola-öblöt első európaiként Don Diego Miruelo érte el 1519-ben. Az 1559-es balul sikerült próbálkozás után 1698-ban hozták létre az első állandó települést az öbölben a spanyolok. 1719 és 1722 közötti három évtől eltekinte, amikor is francia megszállás alatt volt a település, egészen 1763-ig spanyol területnek számított az öböl. 1763 és 1781 között angol, majd egészen 1819-ig újra spanyol kézen volt a város.
Ez a több mint félszázezres minden év júniusának elején megünnepli az Öt Zászló Napját, a VII. Ferdinánd spanyol királyról elnevezett téren. Ennyi zászló lengett ugyanis a város felett, amióta Tristán de Luna y Arellano először tett itt partra vagy 1500 spanyol katonát 1559-ben. Angolok, spanyolok, amerikaiak, ezen belül északiak és déliek voltak, akiknek a zászlóját felhúzták a téren. 1825-ben készült el a tengerészeti támaszpont, amelyből mostanra az Egyesült Államok haditengerészeti légierejének egyik legnagyobb központja fejlődött ki. Pensacola 1860-ra már Florida legnagyobb városává nőtt. Ma Florida legnagyobb kikötője. A Pensacola Historical Museum a város történetének emlékeit, a T.T. Wentwork Jr. Museum főképp a polgárháború emléktárgyakat mutatja be. Szép látvány a Plaza Ferdinand VII, az East Goverment és a Zaragossa Street között, ez az eredeti spanyol városközpont része volt. A haditengerészeti légitámaszponton érdekes kiállítás van a repülés történetéről.

#### Tallahassee

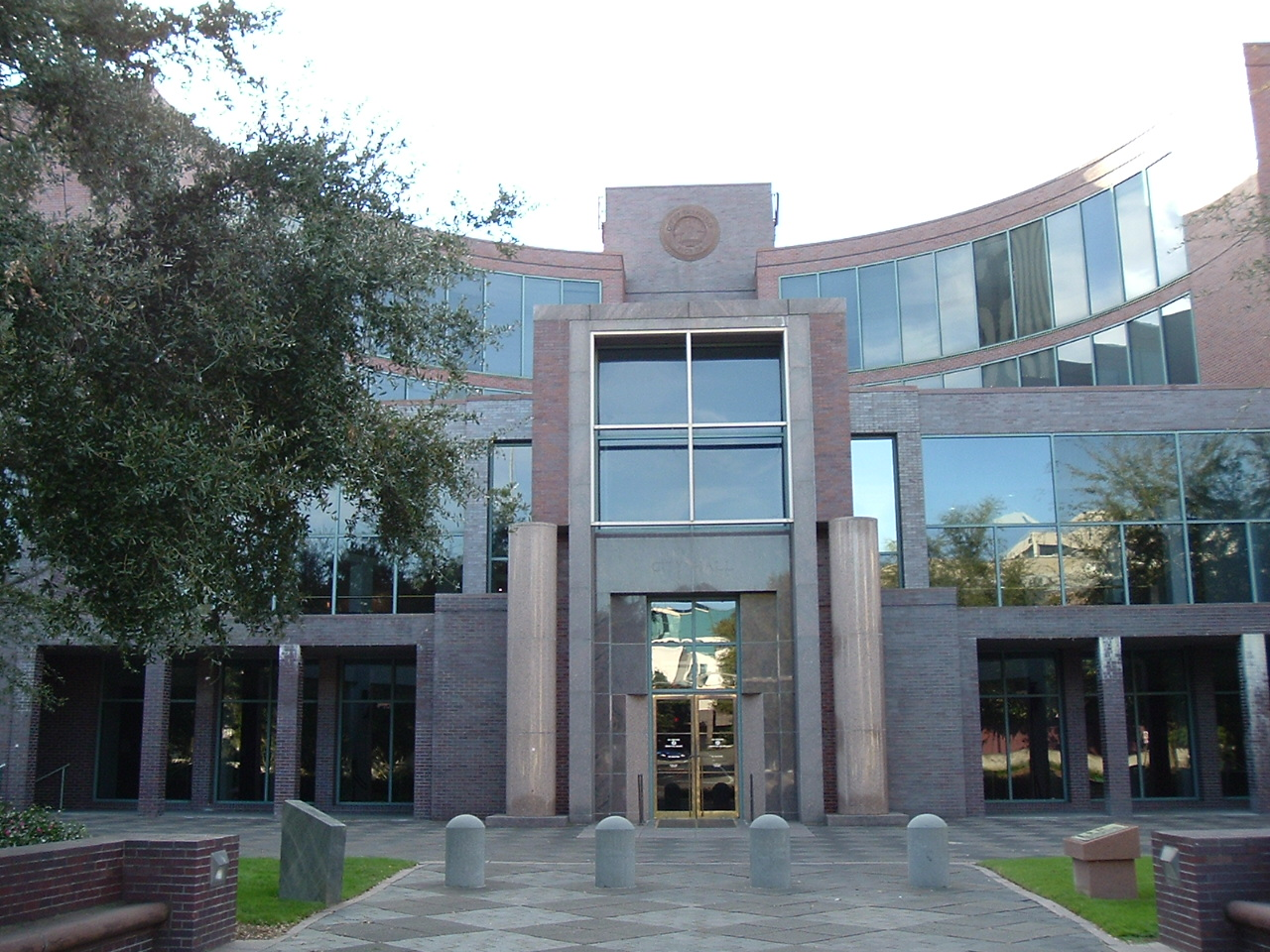
Tallahassee

Florida fővárosa a tengerparttól távolabb épült fel, ahol már a dombvidék találkozik az alfölddel. Amikor az Egyesült államokhoz csatolt terület első tanácskozása összegyűlt, még csak egy rönkházban ülhettek le megbeszéléseikre. 1845-ben készült el az állami törvényhozás oszlopos, tornyos, kupolás épülete, ezt később szárnyakkal toldották meg, hogy megfelelő elhelyezést kapjon a helyi képviselőház, a szenátus és a kormányzó hivatala. A Capitol környéki középületeken kívül megtekintésre érdemes még a North Adams Street-i régi presbiteriánus templom, ez 1832-ben készült el, továbbá a Florida State University campusán az Art Gallery, a képzőművészeti múzeum. A modern képek és szobrok mellett szép gyűjtemény található itt indián képző- és iparművészeti alkotásokból. Figyelemre méltó az ősi perui indián kultúra kincseinek bemutatója. A várostól kissé délnyugatra, a Lake Bradford Partján, a város egyik pihenőövezetében áll a Talahassee Junior Museum. Ez elsősorban a tanulóknak nyújt természettudományos, régészeti és egyéb ismereteket. A múzeum melletti skanzenben régi farm látható.

### Kelet-Florida

#### Jacksonville

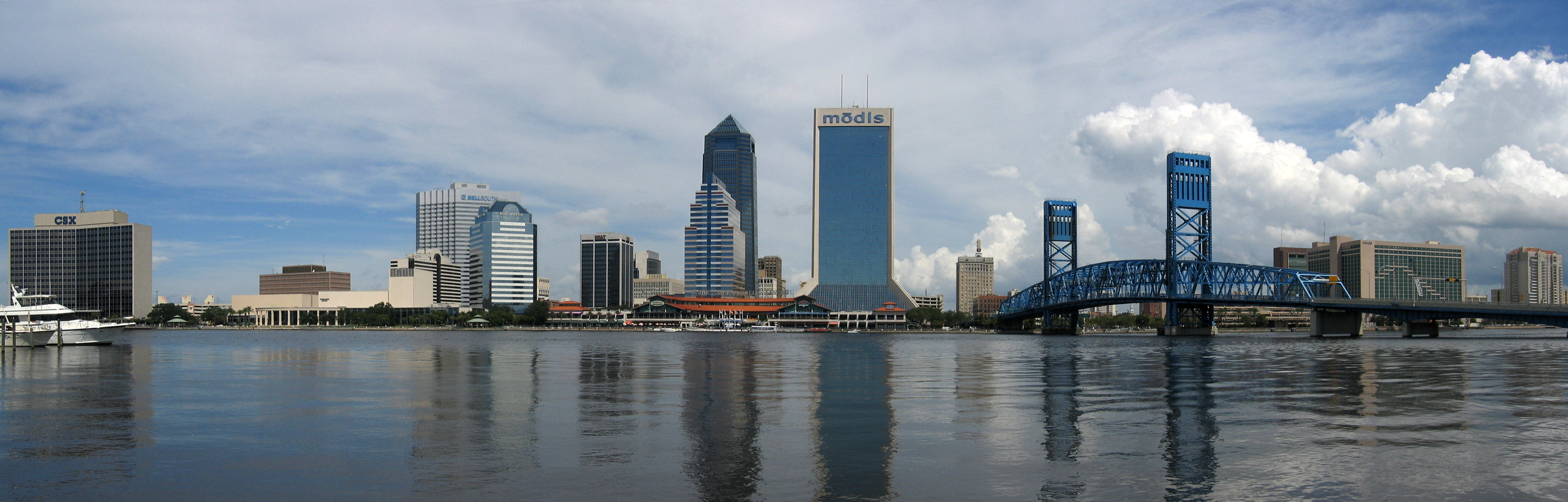
Jacksonville

Florida legnagyobb ipari és kereskedelmi központja, nagy forgalmi tengeri kikötő, bár a folyótorkolattól mintegy 30 km-re fekszik. Kulturális élete is pezsgő. Országszerte ismertek sportversenyei, például a téli Gator Bowl" amerikai futballtalálkozó, a meghívott egyetemi csapatok részére.
A Fort Caroline National Memorial, a régi francia erőd újjáépített mása 15 km-re van a városközponttól keleti irányban. Magában a városban a Gummer Gallery of Art, a Children's Museum és az állatkert érdemes megtekintésre.

#### St. Augustine

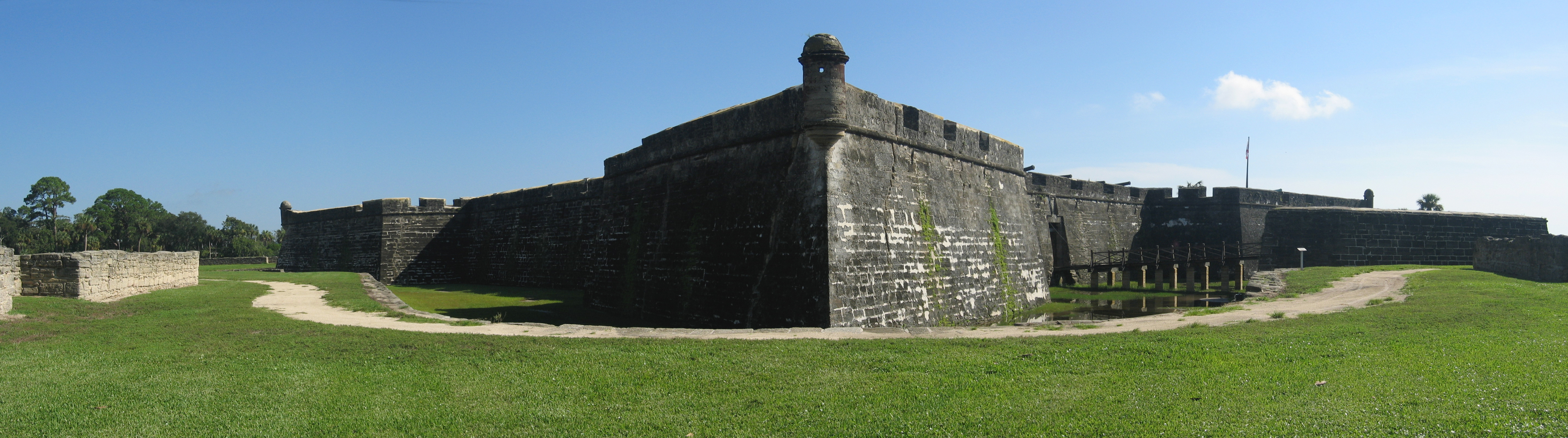
Castillo de San Marcos. A vár ma múzeum.

Ez a kisváros az Egyesült Államok legrégibb emlékeit foglalja magában, hiszen alapítítása csaknem fél évszázaddal megelőzte a jamestowni angol telepét. A Castillo de San Marcos erőd déli oldalával szemben áll a régi városkapu, közelében az ún. Nulla-mérföldkő, a Zero Milesstone annak a spanyol útnak a kiindulópontja, amely keresztülszelte egész Floridát, s amelyet később az egész észak-amerikai kontinenset átszelő és San Diegóig (California) vezető úttá fejlesztettek tovább.

#### Daytona Beach

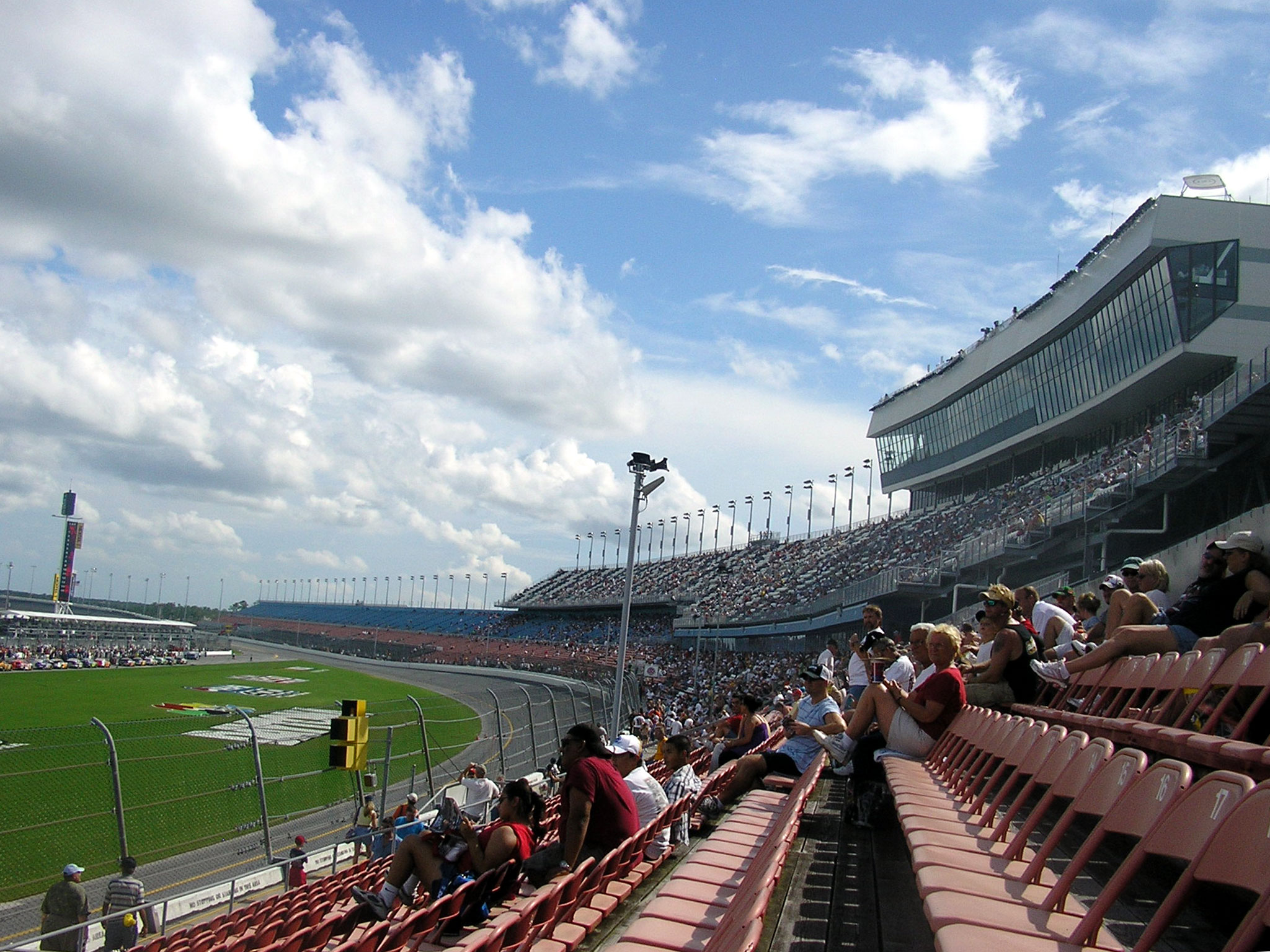
Versenypálya

Daytona Volusia megyében van. A 2006-os népszámlálás alapján a város lakosságának a száma 64421 volt.
Itt a motorsportnak történelme van. A Daytona International Speedway és az öreg Daytona Beach Road Course hotelokat tart fenn közel egy évszázada a motorsport kedvelői számára. A NASCAR és a Grand American Road Course főhadiszállása. A NASCAR minden év februárjában megrendezi azt a nevezetes autóversenyt, – amely közel 200 ezer látogatót vonz a városba – és a márciusi motorbiciklisek találkozóját (bike week), valamint márciusban és áprilisban a Black College Reunion résztvevői lepik el a várost.
A tengerparton csodálatos szállodasorok várják a látogatókat.

#### Palm Beach

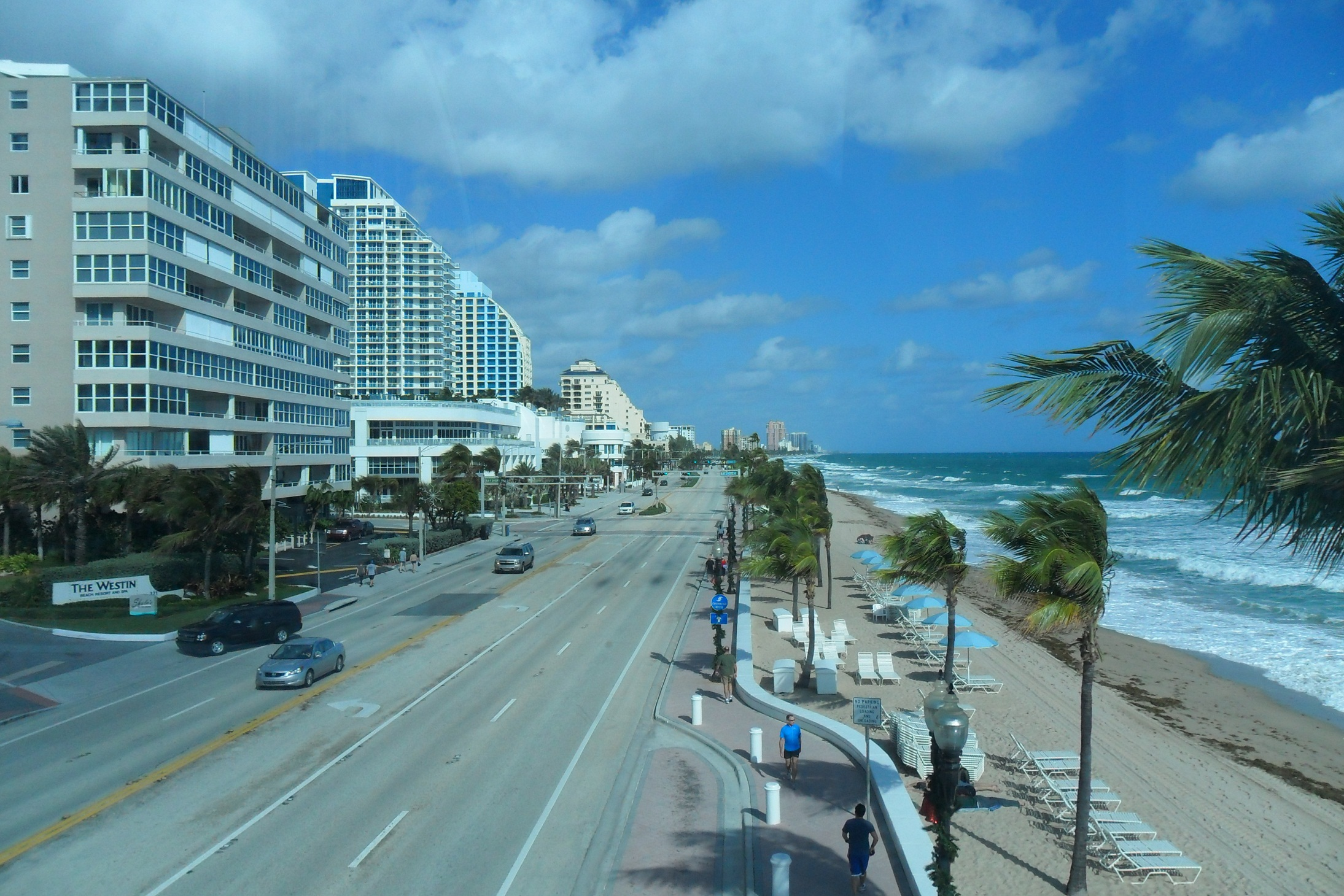
Fort Lauderdale tengerpartja

A keleti part “fővárosa”, a milliomosok kedvelt üdülőhelye a szigeten fekvő Palm Beach, illetve a hozzá csatlakozó, de már a szárazföldön elterülő város, West Palm Beach. Az alig 20 km hosszú és mindössze egy km széles sziget jó része megmaradt előkelő, elegáns és kissé ódivatú üdülőhelynek, ahol magas kerítések, hatalmas pálmák és más fák zárják el a dúsgazdagok villáit a kíváncsi turisták szeme elől. Érdemes felkeresni a Palm Beach-et a múlt század végén megalapító Flagler család kastélyát, amely ma múzeum. Akad itt márványterem, régi bútorokkal berendezett francia szalon, bálterem és sok más műtárgy, amit csak egy “igazi”, a század fordulóján élt milliomos felhalmozhatott.

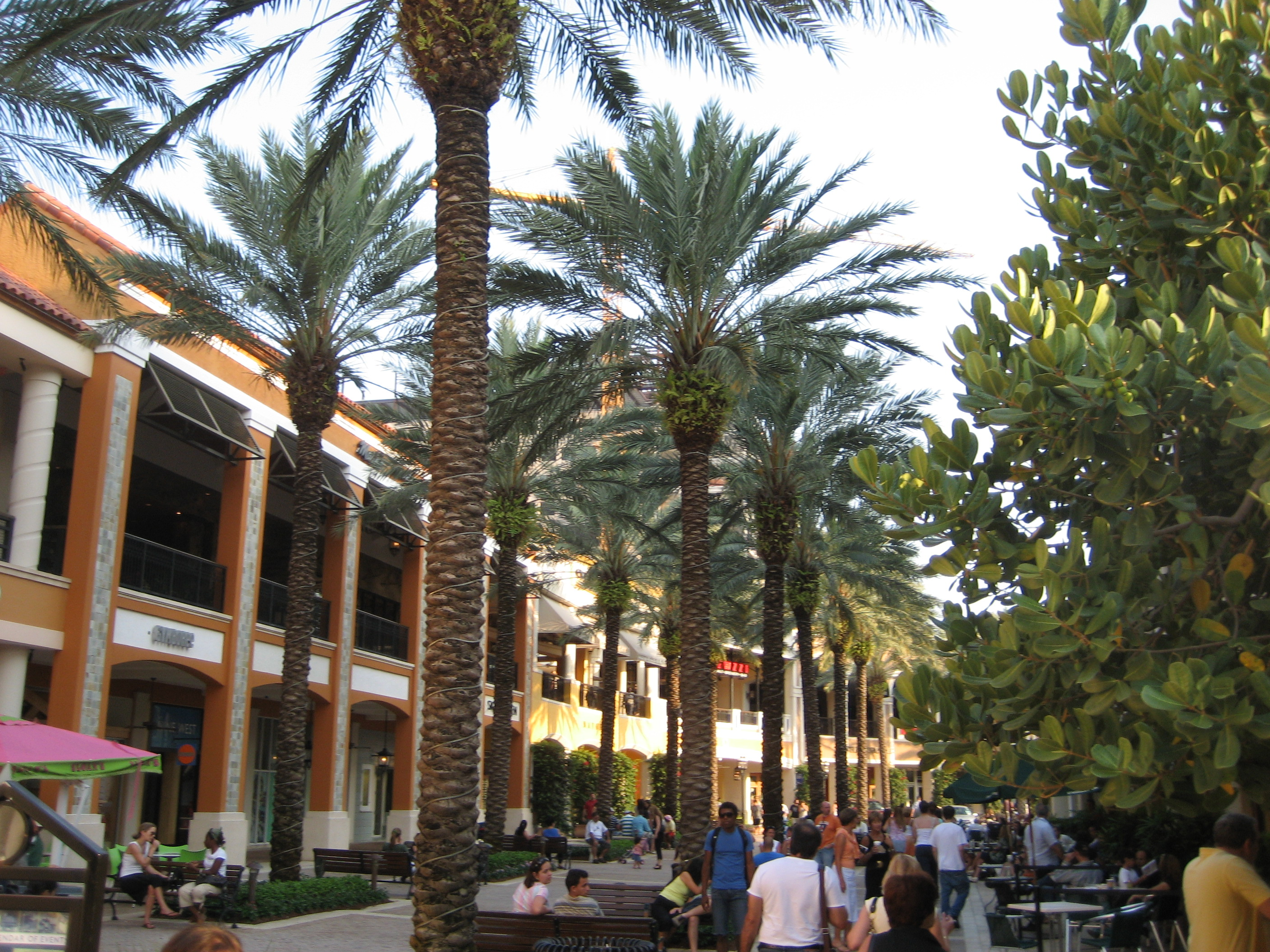
West Palm Beach
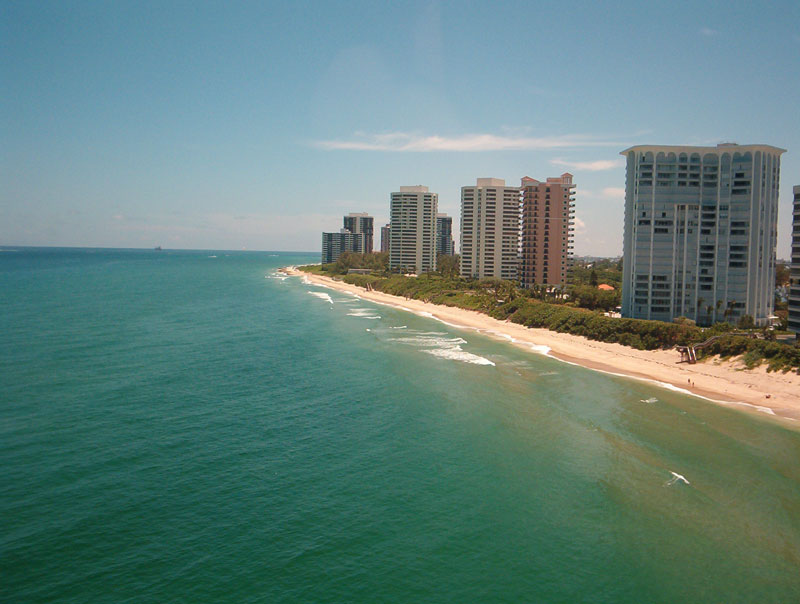
West Palm Beach
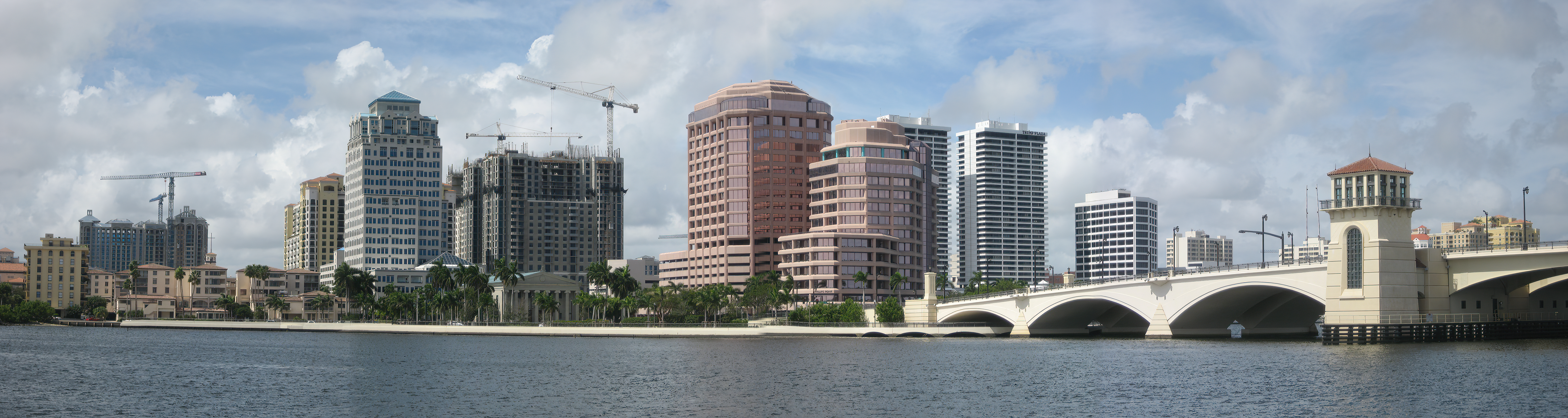
West Palm Beach

#### Fort Lauderdale

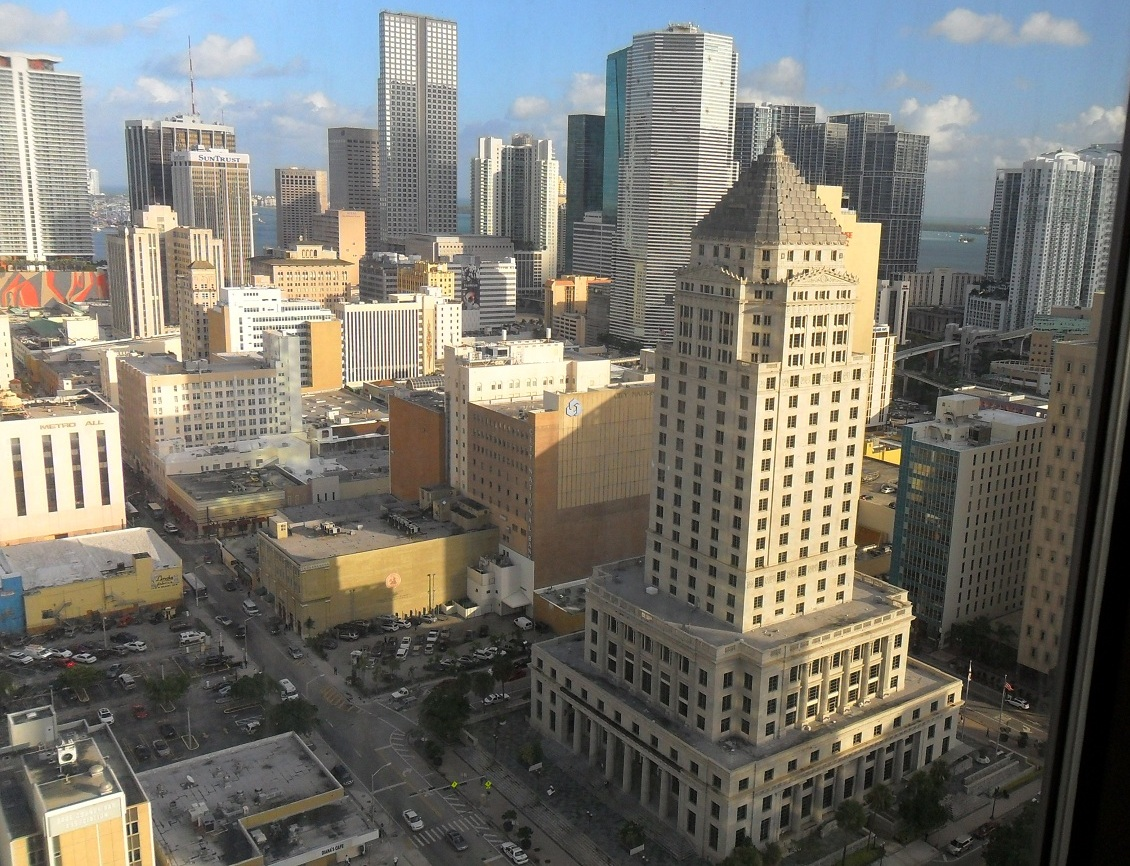
Miami

Úgy is nevezik a várost, mint Amerika Velencéjét, amely a kiterjedt – mintegy 350 km-es – csatorna rendszerre utal. 42 ezer magánmotorost, yachtot, vitorlást tartanak nyilván.
A 2006-os népszámlálás szerint állandó lakosai száma 185 804.
Népszerű turistahely, évente mintegy 10 millió látogató keresi fel. Számtalan szórakozást kínál a kikapcsolódni vágyóknak, ilyen például a delfincirkusz, kalózváros, pionírváros, vagy a 15 km-re nyugati irányban lévő szeminol-indián képzőművész telep. Az indián telepen lévő aligátor farmon az erre kiképzett indiánok “birkózóbemutatót” tartanak az aligátorokkal. A városban, s peremkerületeiben kb. 4100 vendéglő és 120 éjszakai klub van.

#### Miami
Az utolsó évtizedekben Miami gyorsan "latinosodott". A bevándorló spanyol anyanyelvű, kubai, mexikói, Karib-tengeri lakossága nő. Ma az Egyesült Államok legnagyobb "spanyol" városa. Jelentős ipari, kereskedelmi és kulturális központ, tengeri kikötő.
A Biscayne öböl partján fekszik. Szemben, az öböl túloldalán Miami Beach felhőkarcoló, szállodái tűnnek fel, mögöttük terül el Miami városközpontja.

### Nyugat-Florida

#### Sarasota

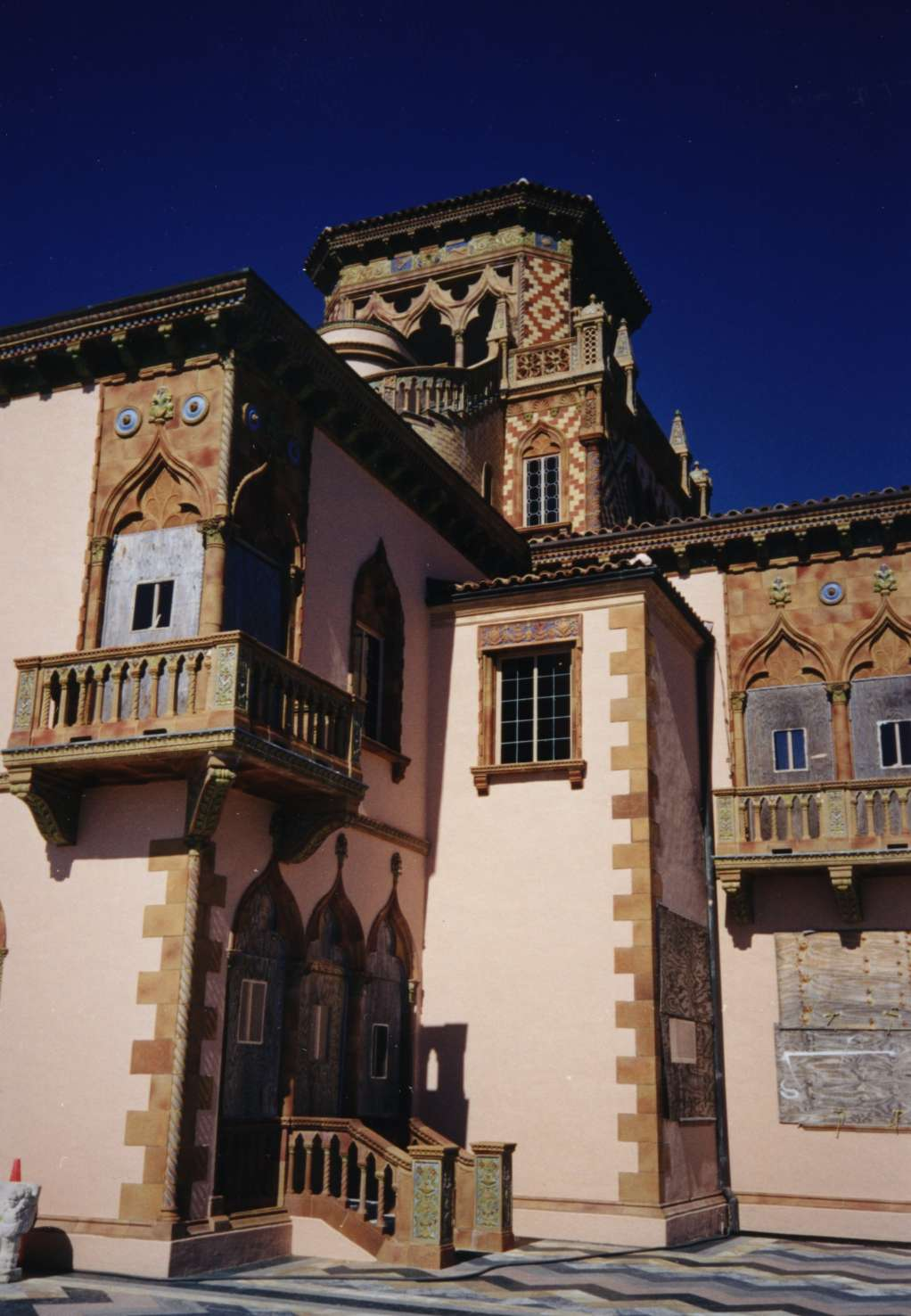
Sarasota

1885-ben Skóciából számos család hajózott át az óceánon, hogy az ígért földeket megműveljék, zöldséget és citrusfélét termeljenek. Azonban csak egy elhagyott erdőirtást találtak, amelyet a korábbi telepesek rájuk hagytak.
John Hamilton Gillespie, egy skót arisztokrata, itt építette meg Amerika első golfpályáját. Később épített még egy hotelt, hogy beruházókat és turistákat vonzzon ide. Ő lett Sarasota első polgármestere.
A skót hatás a sarasotai játékokon és fesztiválokon ma is érezhető. A Crowley Muzeum és Nature Center élénken mutatja be milyen volt az élet az első, 19. századi településen.
1910 után a beruházók szivesen invesztálták pénzüket sarasotai ingatlanba.
John Ringling a Ringling testvérek és Barnum &Bailei cirkusz csillaga felhasználta a cirkusz elefántjait az első híd építéséhez. 1927-ben a cirkus a téli hónapokra Sarasotába költözött. 1949-ben a sarasotai gimnázium felvette programjába a cirkuszi mutatványokat, s hamarosan megszületett a Sarasota Sailor Circus. Sarasota ma úgy ismert mint a cirkusz világ fővárosa.
1941 és 1966 között a város a modern építészet Mecca-ja lett, amikor is építész csoportok gyűltek itt össze, hogy megvitassák az abrsztrakt expresszionista építészet filozófiai hátterét. A Sarasota School of Architect munkáit ma is számontartják.

#### St. Petersburg

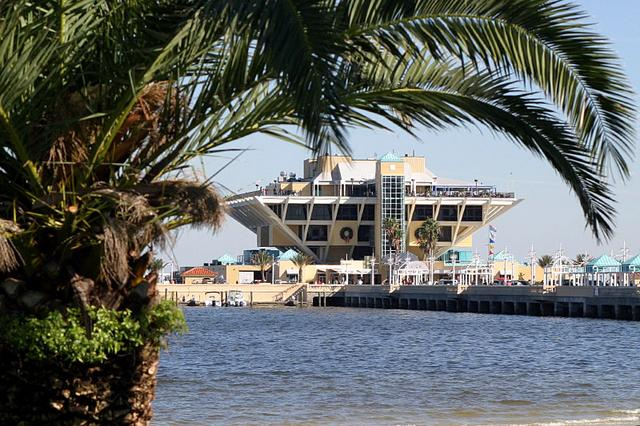
St. Petersburg, FL Kikötő

St. Petersburg lakosainak száma 248 232, a negyedik legnagyobb városa Floridának. A város a Mexikói-öbölbe mélyen benyúló félszigeten fekszik, s a nyílt öböltől kisebb szigetek, félszigetek választják el. A kikötő jelentős kulturális és gazdasági központ. Számos érdekességeket tartogat a látogatók számára. Ilyen például a delfin show, a London Wax Museum, a Historical Museum, Fine Art Museum, Salvador Dali Museum. A Sunken Gardens-ben madár és trópusi növény bemutatót tartanak, s a Busch Garden trópusi állat és növényvilágát kis magasvasútról lehet megtekinteni.
Az öbölrendszer a spanyolok figyelmét is felkeltette, s a kalózoknak is kedvelt kikötőhelye volt. Erre emlékezve minden évben egy felvonulásos karnevált rendeznek, ahol is a tengeri rablók meglepik a farsangolókat.

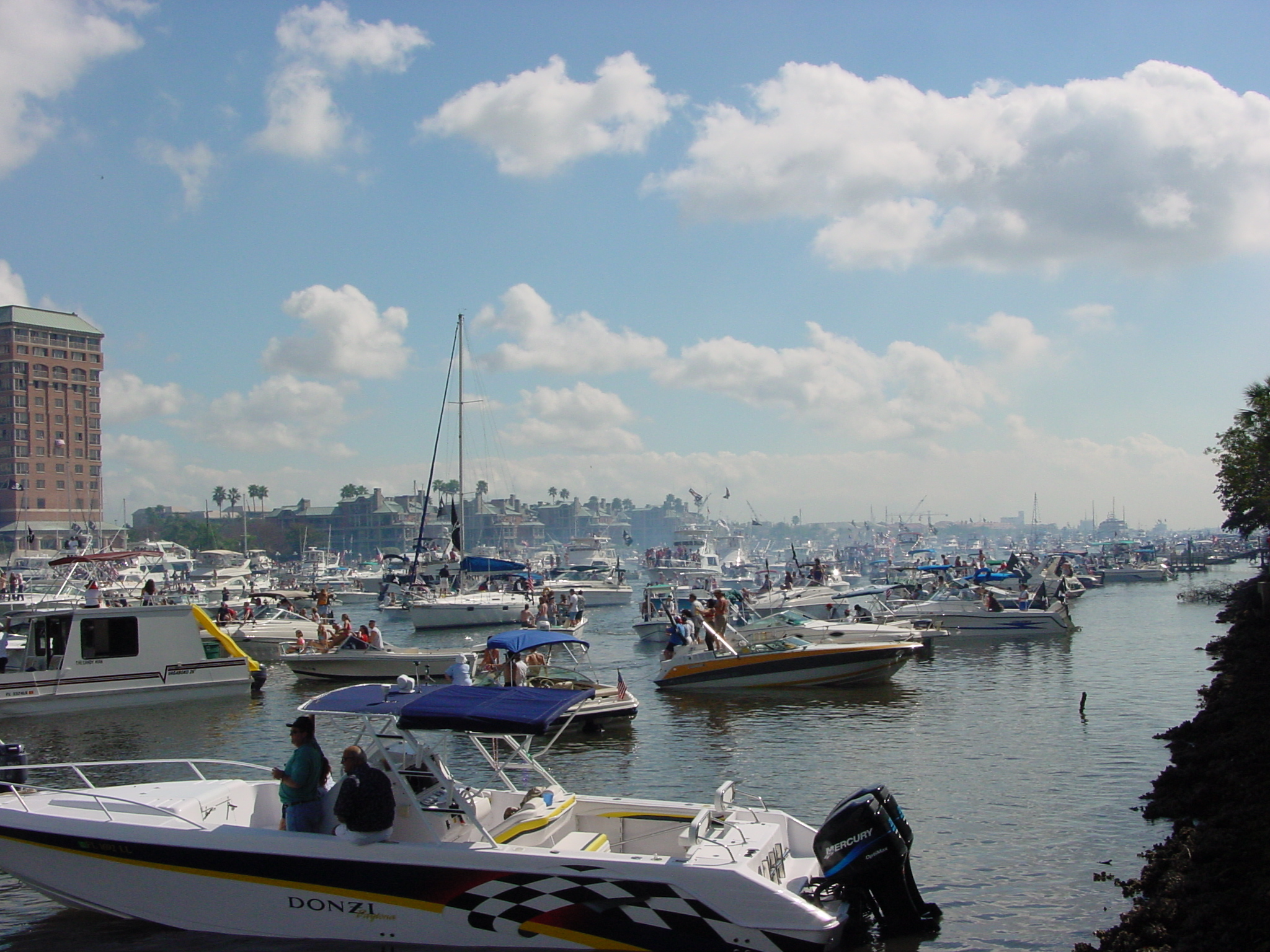
Tampa Bay

#### Tampa
Tampában található a térség egyik legnagyobb reptere. Központi fekvése miatt igen kedvező az idegenforgalom számára is.
A város igen forgalmas, nagyon sok ember van itt átutazóban ugyanúgy, mint ideérkező.
Sok érdekes dolog található itt, mint például a Manatee múzeum.

### Közép-Florida

#### Gainesville

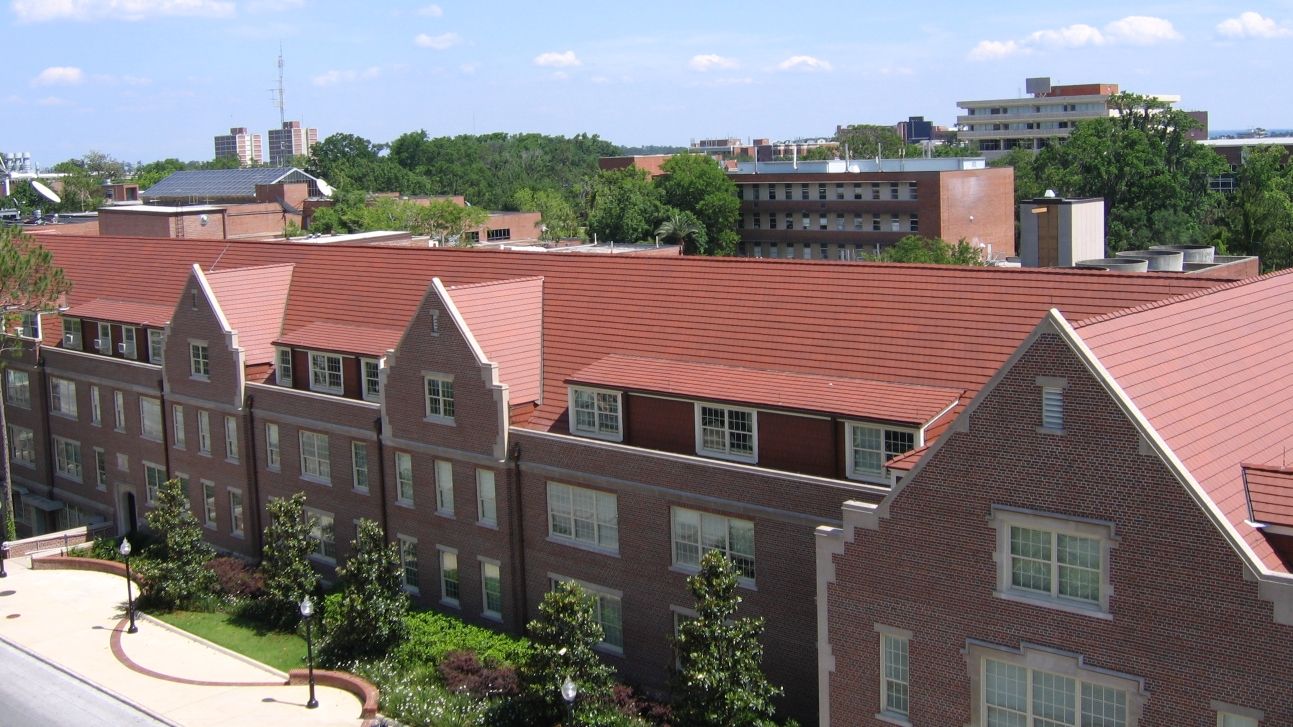
Gainesville-i egyetem

Gainesville a legnagyobb városa közép Floridának, s egyben Alachua megye székhelye. Kulturális és kereskedelmi központja közép-észak Floridának. A városnak van önálló repülőtere és 72 golfpályája.
A Gainesville-i egyetem (University of Florida) nevezetes kulturális eseményeiről és atlétikai versenyeiről. A University of Florida and Sands Hospital (kórház) és az egyetem munkát ad a környező település lakóinak is. Számtalan parkja, múzeuma és tava van, amely sok szórakozási lehetőséget nyújt a látogatónak.

#### Orlando

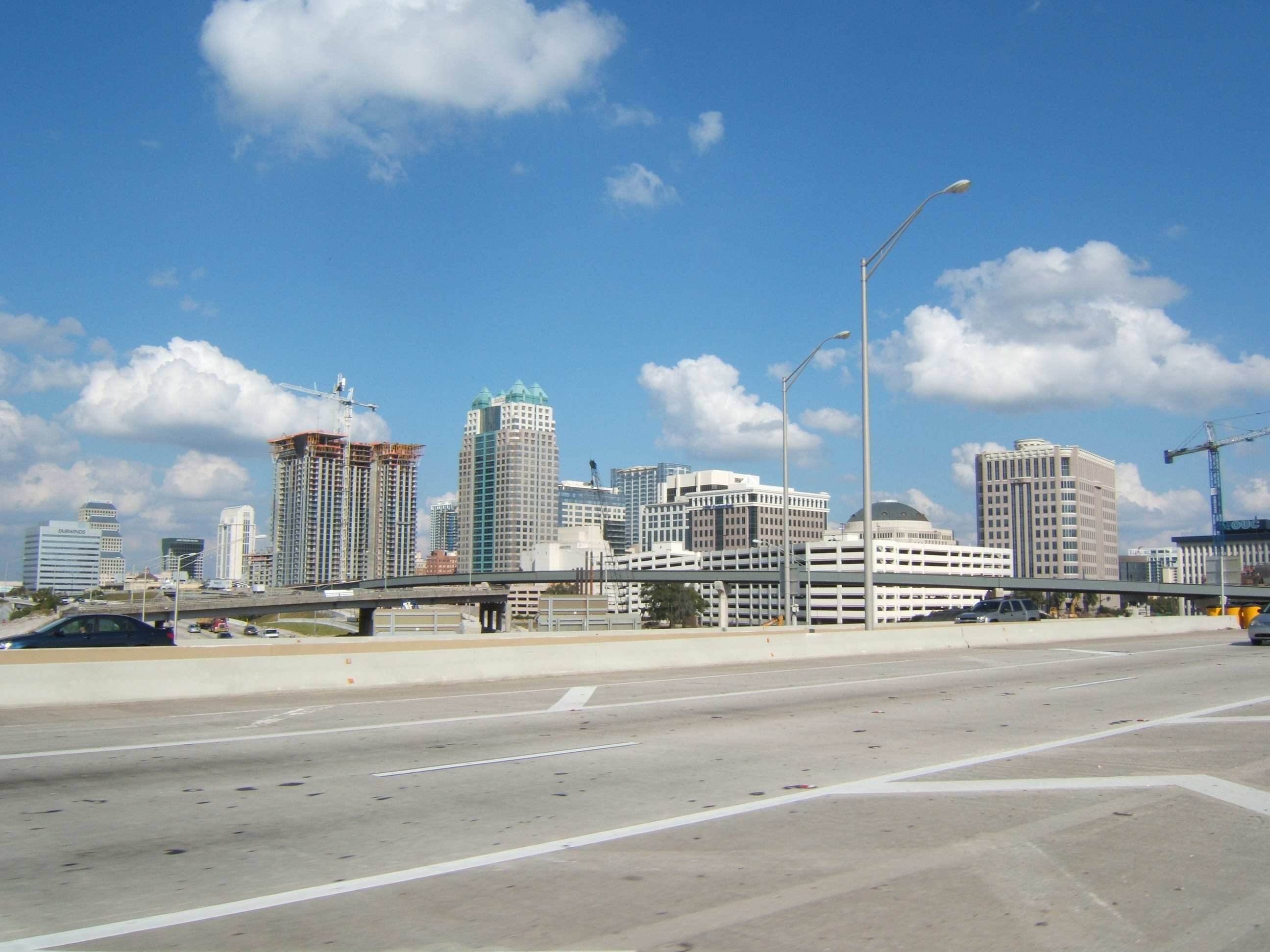
Orlando

Orlando a világ egyik leggyorsabban növekvő városa. A munkanélküliek aránya itt a legalacsonyabb az országban, repülőtere pedig kilencedik legforgalmasabb az Egyesült Államokban.
Orlando Orange megye székhelye. Orlandót 1875. július 31-én alapították meg 6 négyzetkilométeren. 1885-ben lett város.
A mai város területe kb. 150 négyzetkilométer, amely több település összeolvasztásával jött létre. Lakosainak száma a 2006-os népszámlálás alapján 224055. 61,1%-a kaukázusi, 26,9%-a afroamerikai, 2,7% ázsiai, 17,5% latin. A negyedik legnagyobb városa az ország délkeleti részének. 13 egyeteme és felsőfokú intézménye van.
Fontos ipari, kereskedelmi, kulturális és turistaközpont. Mivel az éghajlat kellemes, turisták egész évben látogatják: a családok gyermekeikkel Disney World-ot, az Epcot Center-t, Universal Studio-t, és a SeaWorld turista központokat.
Híres az Amerikában népszerű "Nba" magyarul- Nemzeti Kosárlabda Szövetség ligájban játszó csapatáról, az Orlando Magic-ről.

## Turizmus, látnivalók

### Természeti látnivalók
Az észak-floridai Lake City város közelében található a híres floridai indián törzsfőnökről elnevezett Osceola National Forest. Az erdőt szép tavak, kisebb mocsarak tarkítják, a legnagyobb tó, az Ocean Pond partja strandolásra is alkalmas.
Az észak-floridai White Spring kénes tartalmú gyógyforrásáról ismert, ízületi bántalmak és reuma gyógyítására használják – már az indiánok kora óta. A törzsek szent területnek tartották, tilos volt megtámadni a más törzsbelieket, ha a forrásnál kerestek gyógyulást.
Kelet-Florida tengerpartját kisebb nagyobb megszakításokkal szigetek kísérik. A partmenti főútvonal néha áttér a szigetekre, majd vissza a félszigetre. Jacksonville és St. Augustine környékén a tengerpart sárga homokját coqinával „kövezett” part váltogatja. Innen délre pedig egybefüggően homokos a part, s fürdésre alkalmas. Egyes szakaszokon a tengerpart kemény homokján gyorsasági autóversenyeket rendeznek. Itt található a Fort George Island. A szigetet 1567-ben a spanyolok két évszázaddal később az angolok használták katonai támaszpontul, később ültetvényes birtok lett. A Kingsley Plantation ma történelmi múzeum, ahol a Fort George és az egykori ültetvény maradványai tekinthetők meg. E múzeum őrzi az 1812-ben létrehozott "Kelet-Floridai Köztársaság" elnöke, John McIntosh emlékét is.

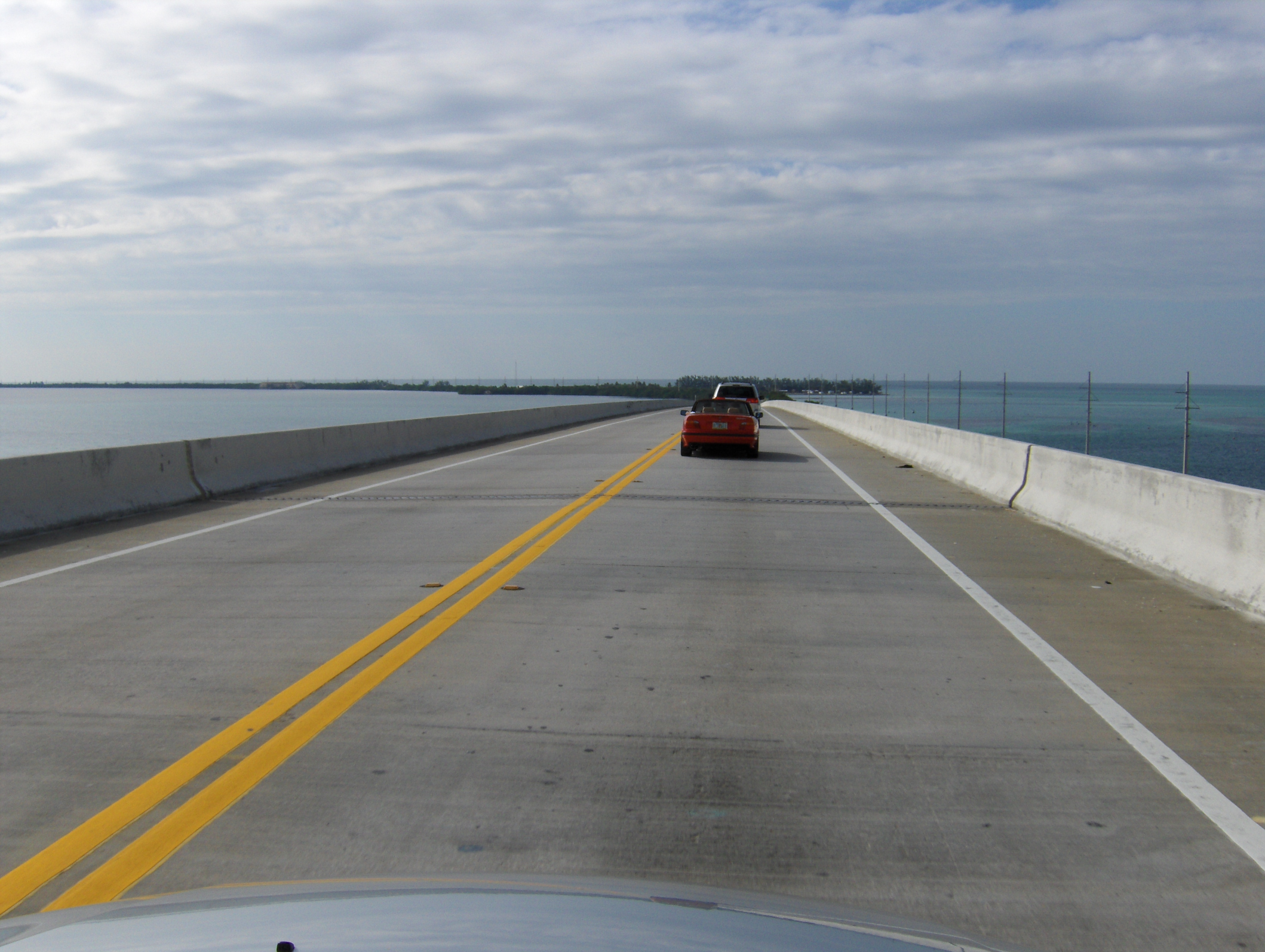
Szigeteket összekötő út

A félsziget déli csücskétől a szárazföldön túl délnyugati irányban Dél-Florida sziget- és zátonyláncolattal folytatódik, mintegy 100 km hosszan, amelyet hidak kötnek össze egymással. Az egyik legdélebbi szigeten található Key West városa. A tengerszakasz védett, mivel kevéssel a víz felszíne alatt tenyészik több korallfajta. Veszélyes terület könnyűbúvárok számára az éles korall és a cápák miatt. A partok mentén elsüllyedt spanyol hajók kincseit ma a múzeumok őrzik. A szigetek egészen a 19. század közepéig kalóztanyák voltak.

### Nemzeti Parkok
- Nagy Ciprus Nemzeti rezervátum (Big Cypress National Preserve), közel az Okeechobee tóhoz
- Biscayne Nemzeti Park (Biscayne National Park), Miami-Dade megyében Miami-tól délre
- Canaveral Nemzeti tengerpart (Canaveral National Seashore), Titusville közelében
- Castillo de San Marcos Nemzeti Monument (Castillo de San Marcos National Monument), St. Augustine-ban
- De Soto Nemzeti Emlékmű (De Soto National Memorial), Bradenton-ban (nyugati part)
- Száraz Tortugas Nemzeti Park (Dry Tortugas National Park), kis csoport sziget Key Westnél (Dél-Florida)
- Everglades Nemzeti Park (Everglades National Park) Dél-Florida
- Fort Carolina Nemzeti Emlékmű (Fort Caroline National Memorial), Jacksonville-nél
- Fort Matanzas Nemzeti Emlékmű (Fort Matanzas National Monument), St. Augustine közelében délre
- Gulf szigetek Nemzeti Tengerpart (Gulf Islands National Seashore), Gulf Breeze közelében
- Timucuan Ökológiai és Történelmi rezervatum (Timucuan Ecological and Historic Preserve), Jacksonville-ben
- Apalachicola Nemzeti Erdő (Apalachicola National Forest) Apalachicola folyó keleti partján,
- Choctawhatchee Nemzeti Erdő (Choctawhatchee National Forest,) Niceville közelében
- Ocala Nemzeti Erdő (Ocala National Forest) Közép-Floridában
- Osceola Nemzeti Erdő (Osceola National Forest) Északkelet-Floridában

## Testvérállamok
- Gyeonggi-do, Dél-Korea
- Languedoc-Roussillon, Franciaország
- Nueva Esparta, Venezuela
- Tajvan Province, Tajvan
- Wakayama Prefecture, Japán
- Western Cape, Dél-Afrika